# Первое кругосветное плавание
Пе́рвое кругосве́тное пла́вание — испанская морская экспедиция под руководством Фернана Магеллана, завершённая под командованием Хуана Себастьяна Элькано.
Португальский дворянин Магеллан после 1515 года разрабатывал проект достижения Островов Пряностей морским путём в западном направлении. Экспедиция — официально она называлась «Молуккской армадой» — включала пять кораблей, на которых находились, по разным оценкам, от 235 до 280 человек. Отплытие состоялось 20 сентября 1519 года из порта Санлукар-де-Баррамеда. Караван двинулся в юго-западном направлении. Проведя около трёх месяцев в океане, команда высадилась в бухте Святой Люсии (где позднее будет основан Рио-де-Жанейро). Через три недели армада продолжила свой путь и на протяжении южного лета продвигалась вдоль побережий современных Бразилии и Аргентины. В Патагонии на Пасху 1 апреля 1520 года три судна подняли мятеж, однако Магеллан сохранил командование и принудил остальных к покорности. Главы мятежников были подвергнуты суду и казнены. В мае 1520 года о скалы разбился корабль «Сантьяго», 35 выживших моряков с которого добрались до оставшейся части армады по суше.
После зимовки, несмотря на штормы, 1 ноября 1520 года удалось ввести четыре судна в узкий пролив, впоследствии названный именем Магеллана. Остров, расположенный за ним, командир назвал Огненной Землёй из-за многочисленных костров на стоянках аборигенов или лесных пожаров. «Сан-Антонио» под командованием штурмана Эстебана Гомеса дезертировал (штурман ранил капитана — племянника Магеллана) и к маю 1521 года вернулся в Испанию. После прохождения пролива три оставшихся судна 28 ноября вышли в океан, который Магеллан назвал Тихим, поскольку за четыре месяца плавания в его водах не случилось ни одного шторма. Почти все члены команды болели цингой и страдали от недостатка воды и пищи. Экватор повторно пересекли 13 февраля 1521 года. 6 марта были замечены горы острова Гуам. Далее команда добралась до ранее не известного европейцам Филиппинского архипелага.
27 апреля 1521 года в ходе сражения на острове Мактан Магеллан был убит. 1 мая филиппинский раджа устроил резню, в которой погибла большая часть офицеров эскадры. Из-за уменьшившейся команды был брошен и сожжён корабль «Консепсьон»; в армаде осталось два корабля: самая маленькая в отряде «Виктория» и флагман «Тринидад». «Тринидад» под командованием Гонсало Гомеса де Эспиносы попытался пройти обратно через Тихий океан, но из-за штормов через семь месяцев с трудом вернулся на Тернате. Остатки его команды были схвачены португальскими карателями, которые должны были арестовать Магеллана. На каторге выжили только четыре или пять человек, в том числе Эспиноса.
«Виктория» под командой Элькано (на борту находился также летописец Антонио Пигафетта) прошла через Индийский океан, мыс Доброй Надежды и острова Зелёного Мыса, где португальцы арестовали 13 человек из команды. 6 сентября 1522 года судно возвратилось в Севилью. На борту осталось 18 выживших участников экспедиции. Элькано был пожалован гербом с изображением земного шара и девизом «Ты первый обогнул меня» (лат. Primus circumdedisti me). Королевский секретарь Максимилиан Трансильван в 1523 году издал первое описание экспедиции.
Несмотря на потерю трёх кораблей и более 60 % личного состава, экспедиция Магеллана — Элькано окупила все расходы и даже принесла небольшую прибыль после выплаты пенсий и компенсаций по судебным искам. Основная цель оказалась выполнена — был разведан западный морской путь к Островам Пряностей. Однако Магелланов пролив оказался непригодным для коммерческой навигации, и в 1529 году Острова Пряностей были уступлены португальской короне в обмен на Филиппины. Повторно кругосветное плавание совершил Фрэнсис Дрейк только в 1580 году.

## Предыстория

### Средневековые представления о достижимости Островов Пряностей по морю

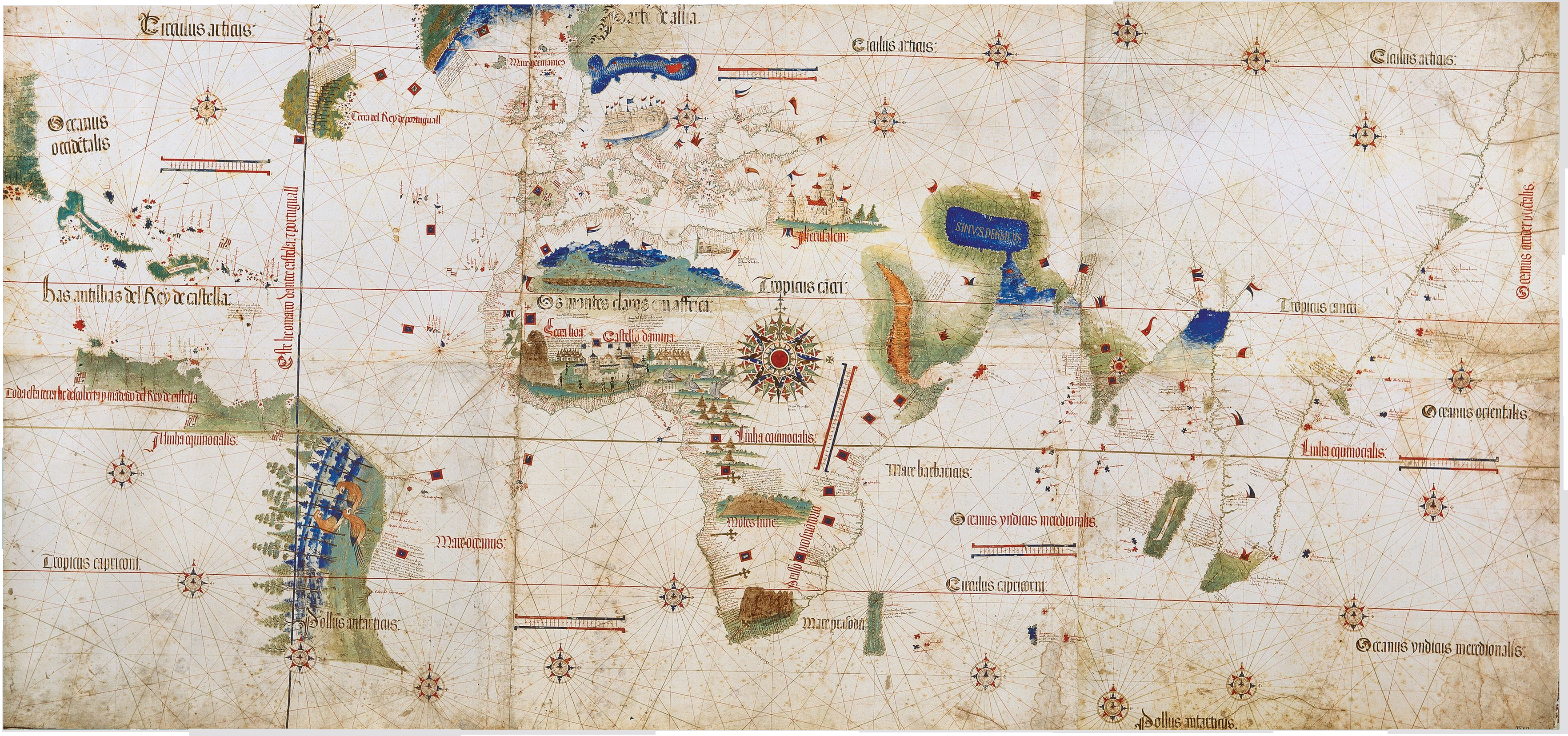
Планисфера Кантино, отражающая новейшие открытия португальцев начала XVI века

В средневековой Европе идею достичь Азии, следуя на запад морским путём, одним из первых высказывал Роджер Бэкон. Интерес к подобного рода проектам оживился после падения Константинополя, что в корне изменило международную торговлю пряностями и предметами роскоши, принудив европейские страны к поискам новых путей, в том числе по океанским трассам. В 1474 году флорентийский гуманист Паоло Тосканелли в письме португальскому королю Афонсу V обрисовал теорию, впоследствии усвоенную и пропагандируемую Колумбом: суша и моря должны находиться в равновесии, а размеры Земли сравнительно невелики, что позволит пересечь океан из Европы в Восточную Азию без промежуточных остановок. Открытия Колумба на Антильских островах и первые экспедиции португальских мореплавателей привели некоторых космографов к допущению, что западный путь в Азию может оказаться невозможным. На ранних картах Нового Света, начертанных в период 1500—1505 годов, новый заморский материк простирался примерно до 35° или 40° южной широты. Америго Веспуччи во время путешествия 1503—1504 годов (в составе армады Гонсалу Коэлью) намеревался отыскать морской путь в азиатскую «Мелакку», которую помещал в Южное полушарие.
В Испании концепция Тосканелли — Колумба оставалась актуальной и в 1510-е годы: колонизация Америки приносила существенно меньшие прибыли, нежели эксплуатация колоний португальцев в Индии, поэтому отыскание прямого пути из Севильи к Островам Пряностей привлекало внимание властей. К тому времени сделалось ясным, что Америка — это не Азия, но предполагалось, что расстояние от Нового Света невелико. В 1513 году Васко Нуньес де Бальбоа, пройдя Панамский перешеек, увидел Тихий океан, названный им «Южным морем». С тех пор пролив в новое море искало несколько экспедиций. В те же годы португальские капитаны Жуан де Лишбоа и Иштебан Фроиш дошли примерно до 35° ю. ш. и открыли эстуарий Ла-Платы. Они не могли его серьёзно исследовать и приняли за пролив. Экспедиция Хуана Диаса де Солиса достигла эстуария в 1515 году, но из-за конфликта с аборигенами, которые убили и съели начальника, вынуждена была вернуться в Испанию.

### Проект Магеллана — Фалейру

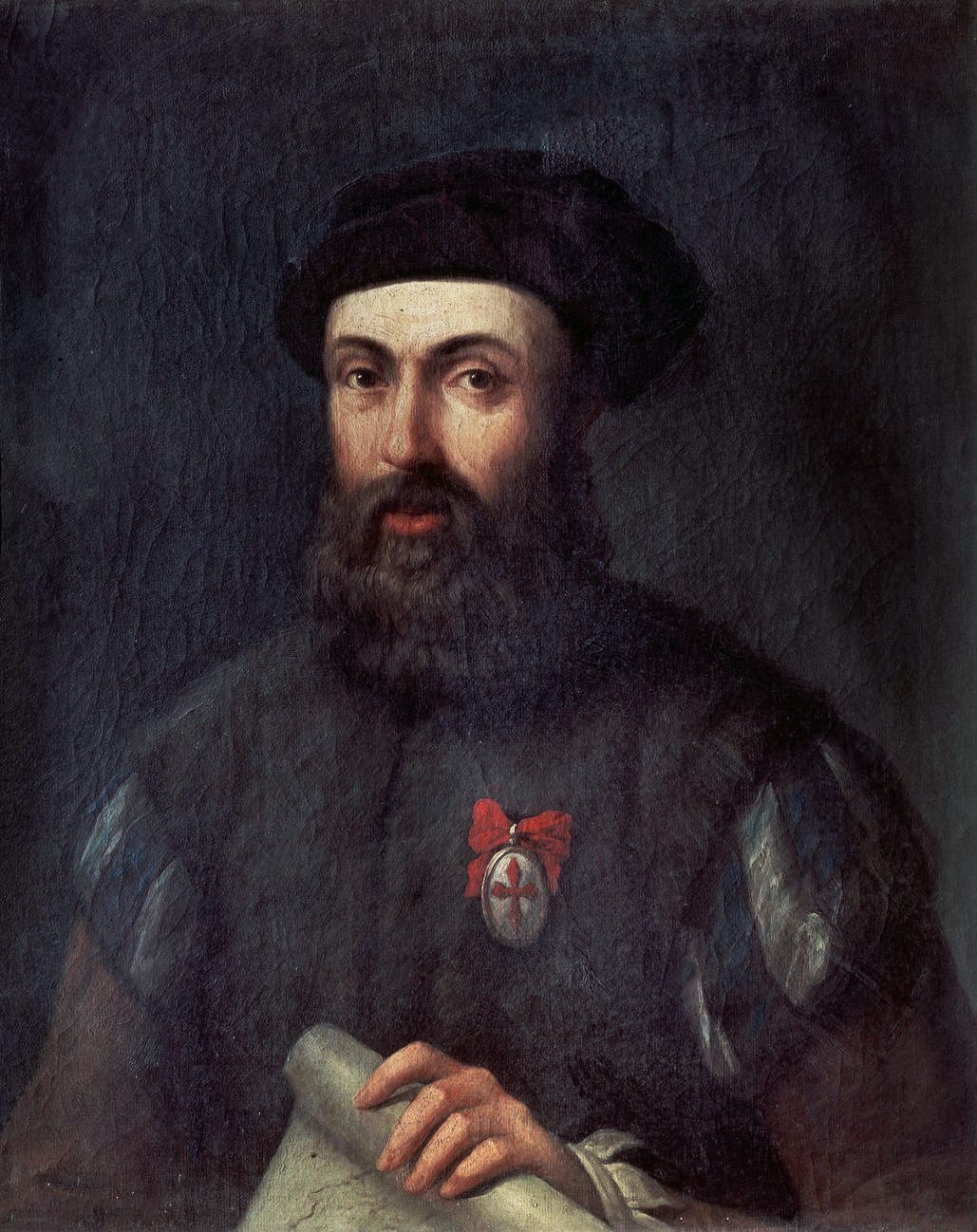
Портрет Магеллана из собрания Морского музея в Мадриде

Португальский дворянин Фернан Магальяйнш ещё молодым человеком в 1505 году отправился в Индию, и прославился воинской доблестью при захвате крепостей в Восточной Африке, Индии, и в Малакке, где в общей сложности пробыл до 1513 года. В Малакке Фернан приобрёл раба-малайца, который был крещён под именем Энрике и сопровождал хозяина повсюду. Выслужив минимальную пенсию, он служил в Марокко, в очередной раз был ранен, и далее получил должность в тылу, где охранял отбитый у мавров скот и захваченных рабов. После обвинения в самовольной торговле добычей, возмущённый Магальяйнш самовольно отбыл в Лиссабон, где навлёк на себя гнев короля Мануэла Счастливого. Воин был вынужден вернуться к месту службы, где был полностью оправдан, но из-за бесчестья подал в отставку. Приблизительно в это же время Фернан Магальяйнш познакомился с астрологом и космографом Руем Фалейру. Фалейру разрабатывал метод исчисления долготы и произвёл вычисления, из которых следовало, что Молуккских островов легче достичь, отправляясь на запад, и что эти острова лежат в полушарии, «принадлежащем» Испании по Тордесильясскому договору. Существует предположение, что данная идея частично принадлежала его брату и компаньону Франсишку Фалейру, который был известным в то время теоретиком и практиком морской навигации, и тесно сотрудничал с Руем. Фалейру также не пользовался расположением короля, который отказал ему в месте придворного астролога и профессорской вакансии в университете. Никаких определённых сведений, когда именно Магальяйнш стал адептом идеи о достижении Островов Пряностей, и в каком виде тогда была представлена его теория, не существует. Среди многочисленных исследователей XX века один только Самуэль Морисон настаивал, что Магеллан изначально рассчитывал обойти вокруг земного шара. Напротив, действия капитан-генерала во время экспедиции, скорее, свидетельствуют, что им двигала «воля, а не знания», и он совершенно не был уверен, что найдёт путь вокруг Южной Америки.
Предположительно, после возвращения из Африки, около 1515 года Магальяйнш получил письмо от друга и сослуживца Франсишку Серрана, который жил на Тернате, утверждая, что оттуда недалеко и до Китая, и до Америки. Жуан ди Барруш сообщал, что с этого времени Фернан Магальяйнш искал знакомства с мореходами и специалистами по географии и космографии. Между 1515—1517 годами дворянин трижды испрашивал королевской аудиенции, на которых убеждал монарха финансировать поиск прямого западного пути к Островам Пряностей. После третьего отказа он спросил, может ли предложить услуги при другом дворе, на что суверен ответил, что благородный дон волен делать то, что ему заблагорассудится. По этикету требовалось встать на колено и поцеловать руку короля, однако Мануэл спрятал руки под плащом и повернулся к просителю спиной, что было высшей степенью унижения. После этого рыцарь публично отказался от португальского подданства и 20 октября 1517 года прибыл в Севилью, с тех пор именуясь Фернаном Магелланом (в испанском произношении) и оформив испанское подданство. К декабрю к Магеллану присоединились братья Фалейру, рассчитывая на поддержку нового короля Карла I.

## Проект и политическая подоплёка

### Испанские планы Магеллана

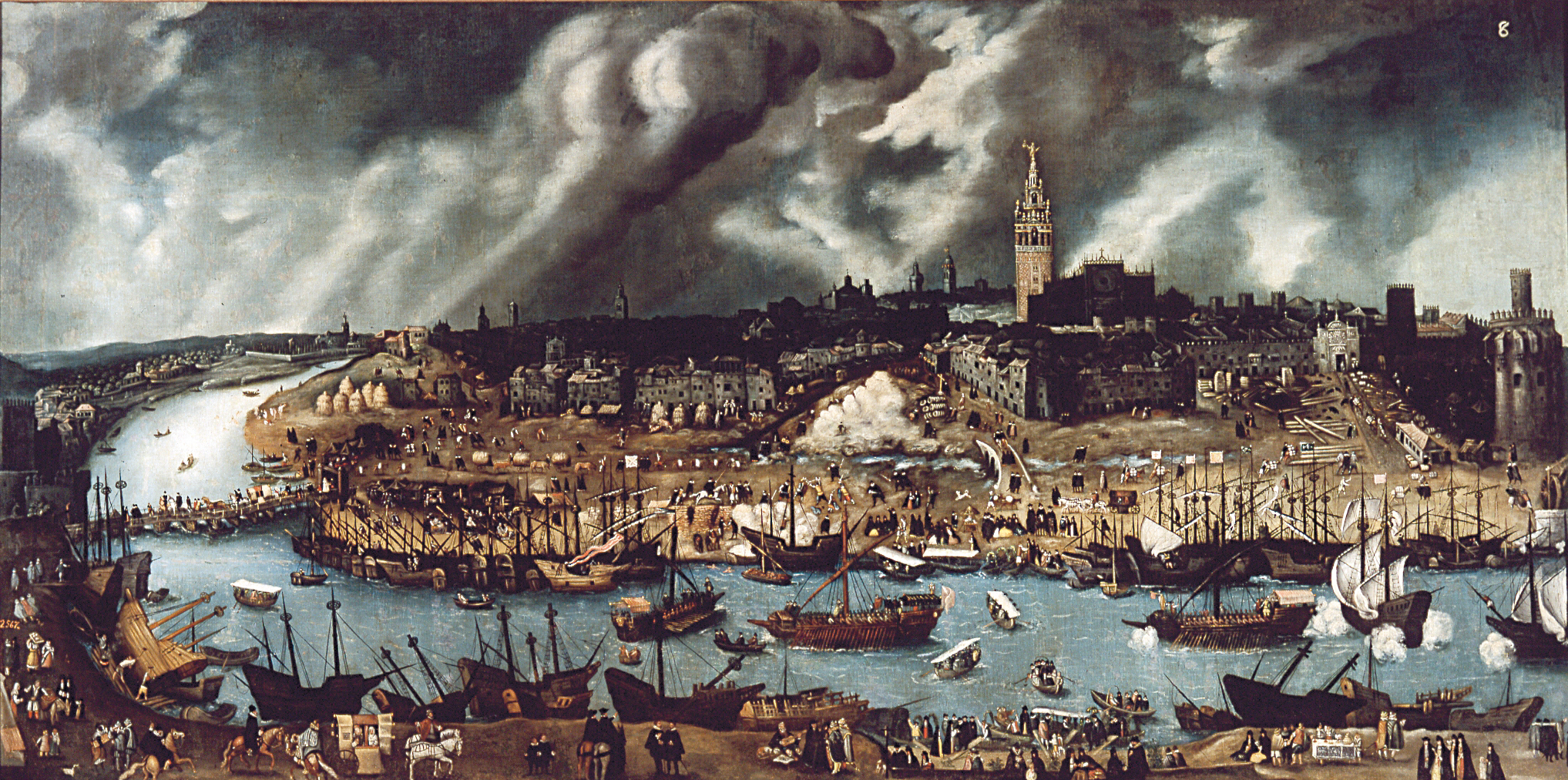
Севильский порт со стороны Гвадалквивира. Мастерская Алонсо Санчеса Коэльо, последняя треть XVI века

В Севилье Магеллан пользовался покровительством португальской общины, возглавляемой политическими эмигрантами. Главным его покровителем сделался Дьогу Барбоза, который укоренился в среде испанской знати, и сделался смотрителем здания Каса-де-Контратасьон (правительственного агентства по колонизации) и верфей, кавалером Ордена Сантьяго. В Индии Магеллан, по-видимому, был дружен с его родственником Дуарте, вместе с которым прибыл в Севилью. Изгнанник остановился в доме Барбозы, и ещё до конца 1517 года вступил в брак с его дочерью. Франсиско Лопес де Гомара утверждал, что Магеллан жестоко обращался со своими рабами-малайцами (кроме Энрике, ещё Антонио и девушка-суматранка), так что один из них сбежал и был возвращён в марте 1519 года; именно бесчеловечность хозяев побудила Энрике остаться затем на Филиппинах. Фернана сопровождали родственники по матери — Алвару и Франсишку ди Мешкита, и Мартин ди Магальяйнш, степень родства с которым неизвестна. Из-за обязательства перед Руем Фалейру не разглашать подробностей плана экспедиции до его приезда, Магеллан долго не мог обратиться к руководителю Каса-де-Контратасьон — епископу Бургосскому де Фонсека. В конечном итоге в нарушение договора он открылся одному их трёх директоров Хуану де Аранда, который добился для Магеллана королевской аудиенции. Основания были более чем серьёзными: Магеллан заявил, что Острова Пряностей, согласно условиям Тордесильясского договора, находятся на испанской части земного шара. При этом тот же договор объявлял свободу морского судоходства для достижения территорий, отошедших к той или иной державе.
Братья Фалейру прибыли в Севилью через полтора месяца после Магеллана. Фернан, по-видимому, рассчитывал на их поддержку во время обсуждения конкретных географических вопросов. Космографы, занятые в комиссии по подготовке договора с Португалией, высказывали разные мнения о том, где находится «антимеридиан». Так, к 1519 году один из величайших испанских географов Мартин Фернандес де Энсисо проводил границу испанских и португальских владений по Бенгальскому заливу, разделяя пополам дельту Ганга. О собственных взглядах Магеллана на тот момент судить невозможно. В снаряжении экспедиции большую роль сыграли испанские и европейские купцы, не имевшие возможности поучаствовать в прибыльной торговле с Ост-Индией из-за монополии португальцев. Хуан де Аранда предложил добиться отправки экспедиции и обеспечить её снаряжение за 20 % валовой прибыли. Однако это вызвало большой скандал: Руй Фалейру был возмущён «вероломством», а сам Аранда получил выговор от остальных руководителей Каса-де-Контратасьон, ибо он попытался монополизировать переговорный процесс. Тем не менее, Магеллан и Аранда сохранили добрые отношения. Именно Аранда добился приглашения португальца в Вальядолид, где пребывал тогда королевский двор. Братья Фалейру и Магеллан выехали к королю 20 января 1518 года.
Первым Магеллан попытался убедить министра и воспитателя 18-летнего монарха Гийома де Кроя, сеньора де Шьевр. Далее Магеллан был отправлен к научным консультантам правительства — епископу Фонсеке и Бартоломе де лас Касасу. Им португалец предъявил письма своего друга Франсишку Серрана, обитавшего на Островах Пряностей, и сообщавшего об их географическом положении. При этом Серран помещал острова восточнее их истинного положения, то есть на территории испанского полушария, определённого Тордесильясским договором. Магеллан также предъявил своего раба Энрике, который был уроженцем Южных морей и мог служить переводчиком. Далее Магеллан и Фалейру показали карту или глобус (в разных источниках сведения об этом документе расходятся) с маршрутом предполагаемой экспедиции, но на ней не был показан пролив, позволяющий миновать Американский континент. Историк Лоренс Бигрин сравнивал стратегическое значение этой карты «с передачей ядерных секретов в пору Холодной войны». Это не отменяло «фатальной неточности» его представлений о мире: предполагаемый маршрут составлял не более половины действительно пройденного, существенно был занижен и срок предполагаемого плавания — два года. Лас Касас вспоминал, что на прямой вопрос, что Магеллан будет делать, если не найдёт пролива к югу от Америки, тот ответил, что пойдёт португальской трассой вокруг Африки. Это вызвало серьёзные опасения придворных, так как Магеллан посягал на португальскую монополию плаваний вокруг Мыса Доброй Надежды. Существенную обеспокоенность выражали и при португальском дворе, а также посол Португалии в Испании дон Алвару да Кошта.
Практически не существует сведений об истинных целях Магеллана. В подписанном позднее королевском контракте первостепенным было объявлено достижение Молуккских островов, положение которых к антимеридиану Тордесильясского договора было неопределимым. Франсишку Серран действовал на этих территориях от имени Португалии, он же сообщал, что португальские колонизаторы намеревались строить флот в Малакке и организовать на Островах Пряностей постоянные базы. По мнению профессора Ф. Фернандеса-Арместо (университет Нотр-Дам), действия Магеллана во время экспедиции, в том числе изменение курса после тяжелейшего океанского перехода, позволяют предположить, что ещё на португальской службе он узнал о существовании Филиппин, где имелись запасы золота.

### Королевский контракт

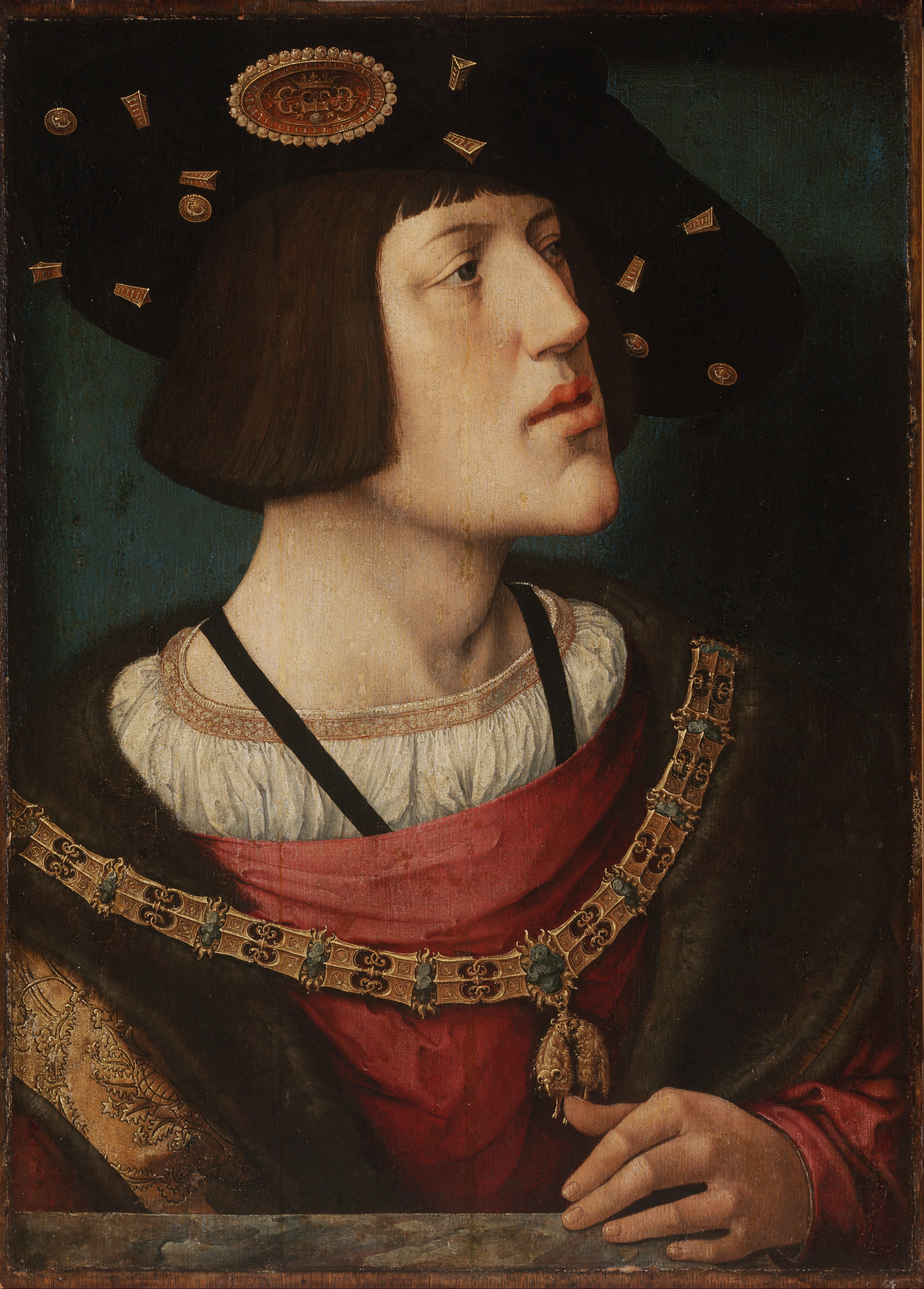
Король Карл I в молодые годы. Портрет работы Барента ван Орлея

Немецкий капитан дальнего плавания и писатель Пауль Вернер Ланге утверждал, что главной причиной успеха Магеллана и Фалейру стала поддержка германских банкиров и купцов. Интерес к португальцам выказал купец Кристобаль де Аро, который являлся испанским представителем дома Фуггеров. У него был и личный мотив, поскольку Мануэл Счастливый отстранил его в своё время от снаряжения и доли в экспедиции Васко да Гама. По сообщению Максимилиана Трансильвана, именно де Аро обеспечил существенную долю бюджета экспедиции, убедил купеческую верхушку Севильи участвовать в предприятии, и не позволил убрать дело Магеллана с повестки королевского совета. На встрече с епископом Фонсекой концессионеры Магеллан и Фалейру предъявили испанской короне свои условия: исключительные права на эксплуатацию Островов Пряностей на десять лет, а также 5 % рента от будущих доходов «от всех земель, которые будут открыты» и привилегия свободной торговли на срок выплаты королевской пятины. Эти права должны были перейти «нашим наследникам и преемникам», как и право на колонизацию островов, если их окажется более шести. Срок монополии в десять лет, вероятно, объяснялся опасениями отправки дублирующей экспедиции или лишения Магеллана прав, если он потерпит неудачу.
22 марта 1518 года «благородный дон Фернан Магеллан и бакалавр Руй Фалейру, уроженцы Португалии» получили контракт («капитуляцию») подписанный королём накануне, который был составлен в нарочито туманных выражениях. В преамбуле десятилетняя монополия была подтверждена, но никогда не исполнялась. Более того, в контракт была включена следующая сентенция: «если мы пожелаем дать лицензию лицам, вознамерившимся плыть западным путём вплоть до места, которое мы укажем, в части Индий и материка и в иные земли всякого рода, уже открытые, в поисках пролива тех морей, то таковую лицензию мы будем иметь право предоставить особам, на неё претендующим». Экспедиционерам предписывалось уважать территориальные и иные права Португальского королевства по условиям Тордесильясского договора, что объяснялось тем, что король Мануэл был женат на обеих тётках короля Карла, и будучи дважды вдовцом, намеревался жениться на его сестре. Остальные условия оказывались более чем щедрыми:

…Жалуем, повелеваем и желаем, чтобы из всех прибылей и доходов, которые получите вы на островах и землях, вами открытых, а также из пошлин и податей и иных поступлений, которые будут взиматься в нашу пользу, вы, сбросив сумму издержек, вами понесённых, оставили себе одну двадцатую часть. Жалуем также титулы наших аделантадо и губернаторов означенных земель и островов вам и сыновьям и наследникам вашим по праву… <…>. Также жалуем вам право ежегодно вывозить и отправлять на открытые вами острова и земли на наших кораблях различные товары на сумму в 1 000 дукатов.
Дабы оказать вам наибольшую милость, желаем мы, чтобы, в том случае, если число открытых вами островов будет более шести, избрали бы вы в этой шестёрке два острова и впредь получали с них 15-ю часть всех чистых доходов, пошлин и рент, нам причитающихся.

Мы желаем, чтобы в воздаяние трудов и расходов, понесённых вами в этом плаванье, была вам оказана милость, а потому дозволяем со всего доставленного первой армадой удержать и оставить за собой одну пятую часть.
По условиям контракта корона предоставляла Магеллану пять кораблей: два вместимостью 130 тонн, два — по 90 тонн и один в 60 тонн с экипажем в 234 человека, артиллерией и провиантом, рассчитанным на два года. Флот получал собственное имя «Молуккская Армада» (исп. Armada de Molucca).
В день подписания контракта Магеллан и Фалейру были удостоены капитанского звания и в мае сопровождали королевский двор во время поездки в Сарагосу. Португальский двор был обеспокоен получаемыми известиями, после чего посол да Кошта получил королевское указание «заставить дезертиров и авантюристов» вернуться в Португалию для последующего наказания, или, по крайней мере, расстроить финансирование предприятия. Он даже лично беседовал с Магелланом, утверждая, что тот клятвопреступник и грешник, пошедший против Всевышего и помазанника Его — короля Португалии, но безрезультатно. Из членов Королевского совета удалось настроить против Магеллана только кардинала Адриана Утрехтского, но лобби епископа Фонсеки оказалось сильнее. Вероятно, не без участия Алвару да Кошта состоялось столкновение севильцев и экипажа Магеллана в октябре 1518 года. Когда над флагманом — «Тринидад» — был поднят личный штандарт капитан-генерала (по выражению исследователя Ф. Фернандеса-Арместо «самореклама и восхваление предков»), испанцы приняли его за португальский и потребовали спустить. Прибывшим судебным чиновникам Магеллан объявил, что является «вассалом Его Католического Величества». Объясняя инцидент королю Карлу, Магеллан писал, что «не посмел тогда поднять королевский испанский стяг, ибо ещё не получил на то юридических прав и был слишком занят снаряжением, чтобы позаботиться об этом». Однако чиновник Каса-де-Контратасьон де Матьенсо потребовал и впредь не вывешивать «оскорбительных» флагов и даже попытался арестовать капитана. При этом возникла стычка, в которой был ранен штурман и разоружены люди Магеллана, на что оскорблённый португалец контратаковал и разогнал чиновников. В конечном итоге инцидент «спустили на тормозах». Вопрос о Магеллане не являлся незначительным в португало-испанских отношениях, о чём свидетельствует личное послание Карла Габсбурга королю Мануэлу, отправленное в конце февраля 1519 года. Там говорилось, что не следует опасаться нарушения суверенных прав Португалии со стороны флота Магеллана — Фалейру, «коему мы повелели снарядиться, дабы добраться до Индии». Однако попытки дискредитировать Магеллана продолжались. Так, в июле 1519 года в Севилью прибыл Себастьян Алвариш, который явился на квартиру мореплавателя и публично его оскорбил, назвав предателем и заблужденцем. В собственном отчёте Алвариша сохранилась подробная запись их диалога. По предположению Ф. Фернандеса-Арместо, Алвариш частично достиг своей цели, ибо пробудил у Магеллана подозрения о том, не откажется ли испанская сторона от условий контракта. Именно с лета 1519 года стремление португальца к единоначалию и вмешательству в самые маловажные вопросы сделалось навязчивым. Алвариш пытался общаться и с Руем Фалейру, однако к тому времени окружающие считали того умалишённым, что делало его крайне упрямым. Гонсало Фернандес де Овьедо также утверждал о помешательстве Фалейру.

## Финансы. Состав и снаряжение экспедиции

### Бюджет и коммерческий груз

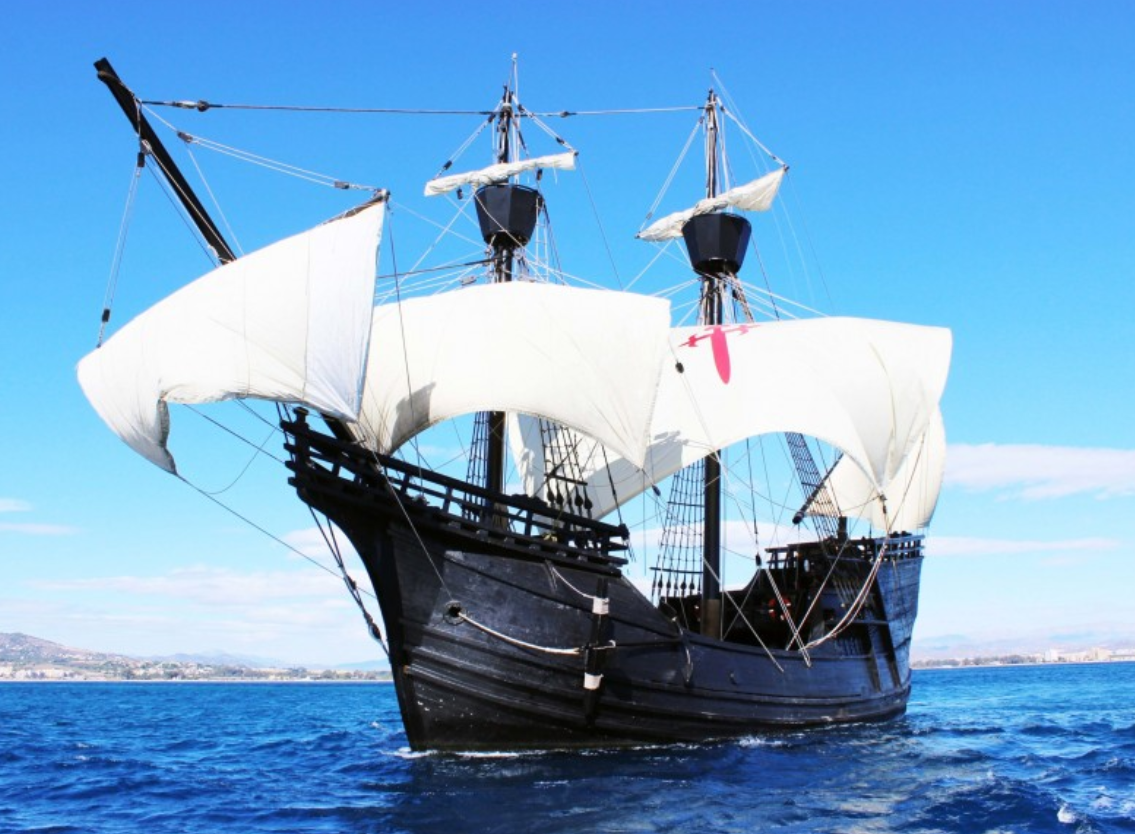
Реплика «Виктории» под парусами у южного побережья Испании. Фото 2021 года

В соответствии с королевскими капитуляциями, в составе армады было пять кораблей, относительно которых в севильских архивах сохранились некоторые сведения. Флагман «Тринидад» имел вместимость 100 тонн, транспорт «Сан-Антонио», на который погрузили основной запас провианта — 120 тонн, «Консепсьон» — 90 тонн, «Виктория» — 85 тонн, и судно разведки «Сантьяго» — 75 тонн. Относительно значения тонны XVI века ведутся дискуссии; чаще всего упоминается, что эта мера равнозначна андалусской тонеладе, примерно соответствующей регистровой тонне. Относительно типа корабля также ведутся дискуссии, так как в документах «Сантьяго» именовался каравеллой, а прочие суда армады — «нао». Современных Магеллану изображений кораблей его экспедиции не существует, чаще всего их именуют каракками. Агент португальского короля Себастьян Алвариш летом 1519 года с большой иронией докладывал, что на кораблях Магеллана было бы рискованно отправиться даже к Канарским островам, ибо «шпангоуты у них мягкие, как сливочное масло».
Главным финансистом экспедиции был Кристобаль де Аро, купец из Лиссабона, предположительно еврейского происхождения. Несмотря на обещания короля, казна была пуста, поэтому финансированием армады занимались частные лица. Как лиссабонский агент Фуггеров, де Аро имел отношение к ссудам для организации португальских океанских экспедиций, в том числе Бартоломеу Диаша. По его расчётам, среднестатистическая индийская армада приносила 400 % прибыли, однако риски предприятия Магеллана были намного выше, поэтому под него была заложена прибыль 250 % Окончательная стоимость экспедиции составила 8 751 125 мараведи, включая в эту сумму стоимость пяти кораблей, снаряжения, вооружения, а также провианта и жалованья матросам, офицерам и военным за два года вперёд. Магеллан получал разовый гонорар 50 000 мараведи и по 8000 жалованья каждый месяц, эта часть выплачивалась его жене Беатрис, урождённой Барбоза. Официально королевская доля в экспедиции составляла 6 454 209 (то есть 77 %), а доля де Аро лишь 1 616 781, но на самом деле монаршью часть обеспечили Фуггеры под высокий процент (14 %). Полностью все компенсации де Аро получил лишь в 1537 году — за три года до собственной кончины. Ещё 10 марта король распорядился епископу Фонсеке приискать надёжного кредитора под доставленные с Молукк товары. Магеллан рассчитывал примерно на миллион мараведи коммерческого груза, тогда как де Аро настаивал на полутора миллионах. Его официальными партнёрами были Алонсо Гутьеррес, член королевского и городского совета Севильи (157 500 мараведи), и Хуан де Картахена, назначенный на армаду финансовым контролёром. Доля его была крайне незначительна: 50 000 мараведи. Незадолго до отплытия экспедиции де Аро и Фонсека избавились от Аранды, заявив, что он не может участвовать в экспедиции финансами из-за конфликта интересов с Каса-де-Контратасьон. Основную долю коммерческого груза общей стоимостью 1 679 769 мараведи, составляли ртуть, киноварь, квасцы и шафрановая краска — относительно дешёвые и доступные в Испании товары. Ртуть была совершенно необходима для извлечения серебра и золота из руды методом амальгамирования, а красный и жёлтый пигменты были востребованными в Индии для окрашивания пряжи и местных хлопковых и шёлковых тканей, также гарантируя высокую прибыль. Для обмена с «дикарями» было взято несколько тысяч медных и латунных браслетов, 400 самых дешёвых немецких ножей, 20 000 колокольчиков трёх размеров, 100 средних зеркал и 900 маленьких, 500 фунтов стеклянных бусин разных цветов, и тому подобное.
30 марта 1518 года королевским указом Луис де Мендоса был назначен казначеем экспедиции с жалованьем 60 000 мараведи в год, а Хуан де Картахена был назначен контролёром-инспектором с единоразовой выплатой 70 000 мараведи, — больше, чем у самого Магеллана. Оба были родственниками и креатурами епископа Фонсеки, имели собственные инструкции от короля, и, более того, генерал-капитан обязывался предоставить Хуану де Картахене корабль под командование. 6 апреля в штат экспедиции был включён капитан четвёртого судна Гаспар де Кесада с жалованьем 48 000, что Магеллан счёл оскорблением. В последний день апреля был назначен бухгалтер Антонио де Кока, подотчётный казначею, а не капитан-генералу. Его жалованье было равно капитанскому — 50 000 мараведи в год. Также в штат офицеров был включён Гонсало Гомес де Эспиноса, который вообще не имел отношения к флоту, но он хорошо знал Магеллана и даже некоторое время служил вместе с ним. Морально всё компенсировалось возведением Фалейру и Магеллана в рыцарское достоинство ордена Сантьяго де Компостела от 19 апреля с выплатой 125 000 мараведи, которых, впрочем, Магеллан к моменту отплытия так и не получил. Тогда он завещал эту сумму для выплаты милостыни обители Богородицы Победоносной в Триане. Если считать все дополнительные расходы, не предусмотренные бюджетом, но упомянутые в документах (по небрежению на берегу осталось товаров и снаряжения на 416 790 мараведи), то сумма стоимости экспедиции 8,7 млн мараведи была несообразна, так как общий бюджет Испанского королевства не превышал 520 миллионов мараведи.

### Провиант и навигационные приборы. Вооружение

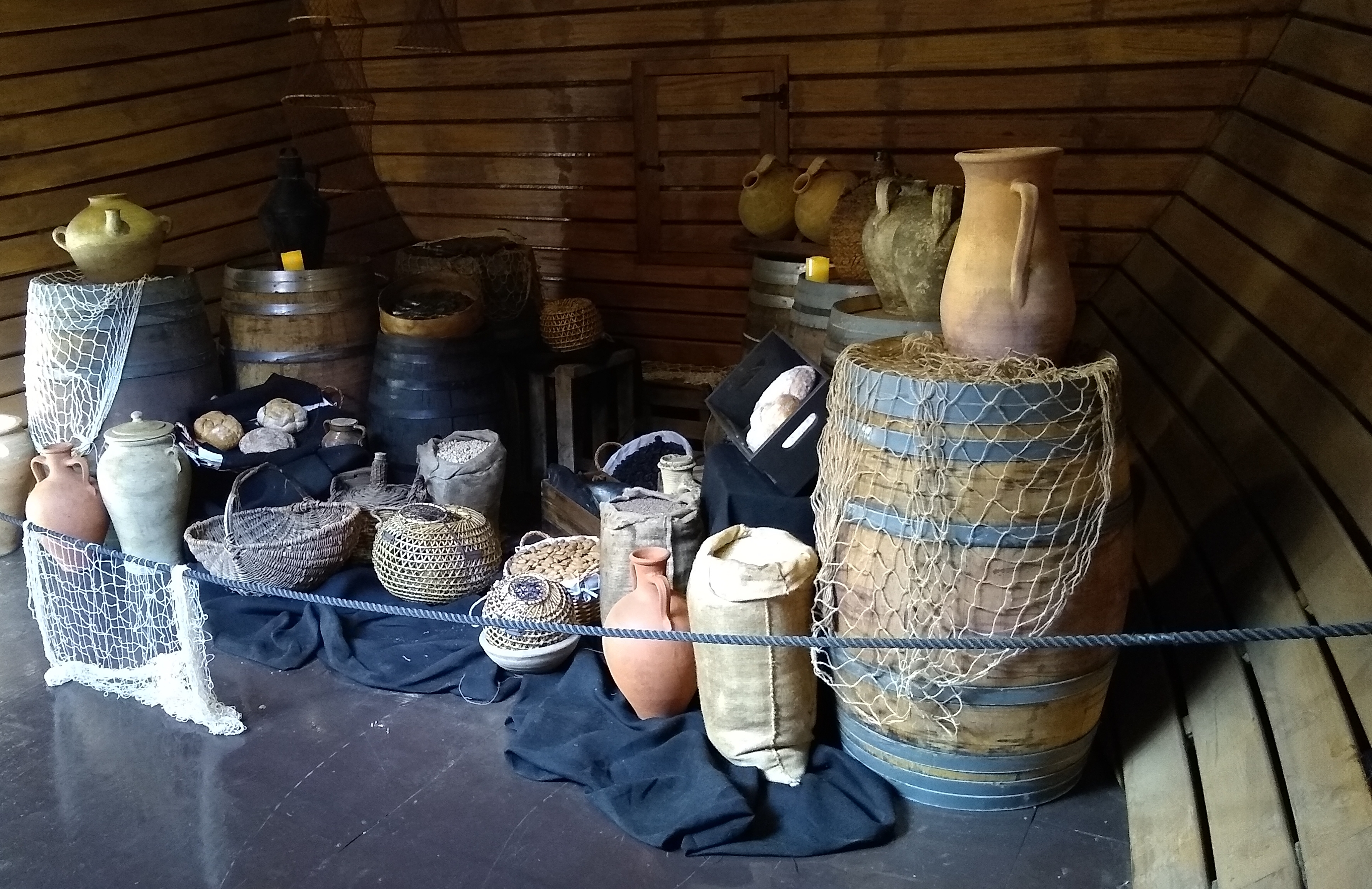
Продовольственный трюм на современной реплике каракки «Виктория-500» (Севилья, 2021 год)

По расчётам Ф. Фернандеса-Арместо, проанализировавшего счета за провиант, запасов должно было хватить лишь на 776 суток при половинном пайке; то есть обещание короны предоставить запасы на два года не было выполнено. Все запасы рассчитывались на 234 человека, упомянутых в королевских капитуляциях. Основу рациона составляли сухари (2138 квинталов), и некоторый запас муки для выпечки свежего хлеба на начальном этапе плавания (её замешивали на морской воде). Основу белкового питания составляли рыба (200 бочек анчоусов и 238 связок вяленой рыбы), кроме того, на борт каждого корабля взяли рыболовные снасти и наживки, в том числе 10 500 рыболовных крючков. Мясо было праздничным блюдом: было взято всего 57 квинталов солонины, а также семь живых коров (они давали молоко) и три свиньи. Имелось 90 фанег нута, 50 фанег фасоли и две фанеги чечевицы. Самый большой из шести кухонных котлов вмещал 55 фунтов пищи. Также в перечне провианта упоминаются 200 арроб уксуса (если это севильская мера, запас очень невелик) и 47 квинталов оливкового масла. Основную статью расходов составили 415,5 пип вина из Хереса, которого на «Викторию» было погружено 82 бочки, а на «Консепсьон» 89. Уксус и вино служили, в первую очередь, для обеззараживания пресной воды, которая неизбежно затухала в бочках. Судовой рацион XVI века предусматривал более 1 литра вина на человека в сутки.
В счетах экспедиции порядка 45 000 мараведи было отведено на мази, втирания, медикаменты и хирургические инструменты. Для этих же целей[каких?] предназначались 21 арроба и 9 фунтов сахара (то есть 272 фунта), 112 арроб сыра, 54 арробы мёда, 250 связок чеснока и 100 связок лука, 18 квинталов изюма, 16 бочонков инжира (каждый бочонок в «четверть обычной бочки»), 12 фанег миндаля. На борту «Тринидада» хранились три кувшина каперсов (считавшихся отхаркивающим средством), 55 кувшинов варенья из айвы. Всё это были надёжные противоцинготные средства и источник энергии для ослабленного организма. При длительных переходах через океан офицеры почти не страдали от цинги, ибо указанные припасы предназначались, в первую очередь, для потребления представителями знати.
Карты и навигационные приборы обошлись в сумму 68 182 мараведи. Карты на пергаменте чертил Нуньо Гарсия де Торено, ранее находившийся на португальской службе. Руй Фалейру заказал семь карт (одна была сделана специально для короля), Магеллан — ещё одиннадцать. Кроме того, Фалейру купил ещё шесть карт от имени экспедиции у других мастеров. Карта мира, заказанная Магелланом для короля, обошлась в 4500 мараведи, не считая 340 для кожаного тубуса и позолоченного компаса в 476 мараведи стоимостью. Карты и навигационные приборы преимущественно готовили португальцы-эмигранты, некоторые из которых были в Малакке и пользовались достижениями яванских картографов. Имелось семь астролябий (одну из которых изготовил Фалейру), двадцать один квадрант, восемнадцать песочных часов, тридцать шесть компасов, некоторые также работы Фалейру. Для ведения штурманских журналов и финансовой отчётности было взято 15 бухгалтерских книг.
На случай боестолкновений было взято 58 пушек, три бомбарды и семь фальконетов, 100 полных комплектов лат и шлемов. Кольчуга и два полных комплекта лат для Магеллана были оплачены отдельно. Было взято 200 щитов, 50 аркебуз и 60 арбалетов (360 дюжин стрел к ним), дротики, копья и пики, и так далее.
В число прочего снаряжения вошли 89 фонарей, 50 арроб свечей, походный алтарь для служения мессы, девять с половиной фунтов изукрашенных свечей для освящения кораблей, посуда, скатерти, две хлебопекарные печи, и прочее. В списке снаряжения значились 80 флагов, и королевский штандарт, на который ушло восемь ярдов тафты. Некоему Вильегасу полагался гонорар за разрисовку парусов.

### Экипаж

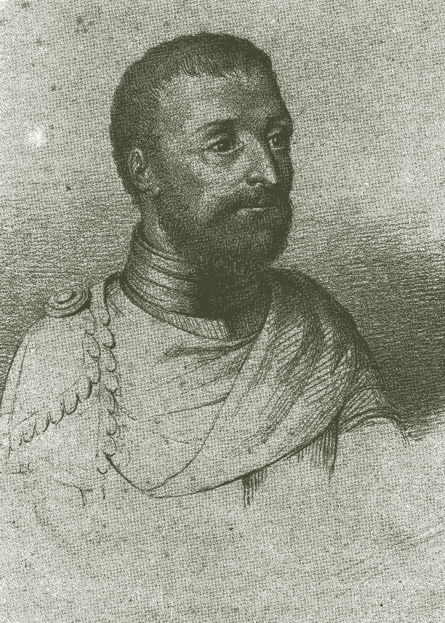
Антонио Пигафетта, историограф экспедиции. Изображение достоверно, так как основано на скульптурном надгробии 1562 года из церкви Сан-Микеле в Виченце

Численность команды «Молуккской армады» не может быть определена с точностью. Все расчёты велись, исходя из назначенного королём числа 234 человек. По сведениям Антонио Пигафетты, в мае 1519 года на армаде было 237 человек, а в списке, опубликованном в 1550 году, значилось 239 человек. Из них на флагманском «Тринидаде» шли 62 человека, на «Сан-Антонио» — 57, на «Виктории» — 45, на «Консепсьоне» — 44, и 31 человек на борту «Сантьяго». Ограничение численности диктовалось как небольшими размерами судов, так и огромными расходами казны: в случае, если бы все эти люди вернулись в Испанию, сверх бюджета добавились бы 3 миллиона мараведи жалованья за дополнительный год плавания, премии, и прочее. Сумма, полученная Магелланом и его наследниками, составила 276 886 мараведи, не вышедший в море Руй Фалейру получал жалованье в 35 000 мараведи в год, увеличенное до пятидесяти тысяч с августа 1519 года. Капитаны кораблей получали авансы. Хуан де Картахена («Сан-Антонио») 30 июня 1519 года получил аванс в 10 000 мараведи. Чиновник Антонио де Кока получил авансом годичное жалованье в 50 000 мараведи; Гаспар де Кесада («Консепсьон») — половину годичного жалованья (24 000). Гомес де Эспиноса, напротив, дождался выплаты всех задолженностей лишь к 1528 году, а в 1529 году удостоился пенсии в 300 дукатов. Штурманы всех пяти кораблей 31 июля 1519 года получили компенсацию в 7500 мараведи за необходимые приборы и карты, заказанные за собственный счёт, а далее им перечислили годовое жалованье в 30 тысяч мараведи (у одного только двадцать тысяч). Из этого следует, что штурманы получали щедрое жалованье, так как обычное тогда в Севилье вознаграждение штурмана на океанских трассах составляло десять тысяч мараведи. На выплатах семьям Каса-де-Контратасьон экономила, что подтверждается большим числом прошений. Иногда они удовлетворялись: вдове погибшего штурмана «Тринидада» Андреса де Сан-Мартина в 1523 году был выплачен годовой оклад мужа, а в 1530 году опекун его дочери получил для неё ещё двенадцать тысяч мараведи.

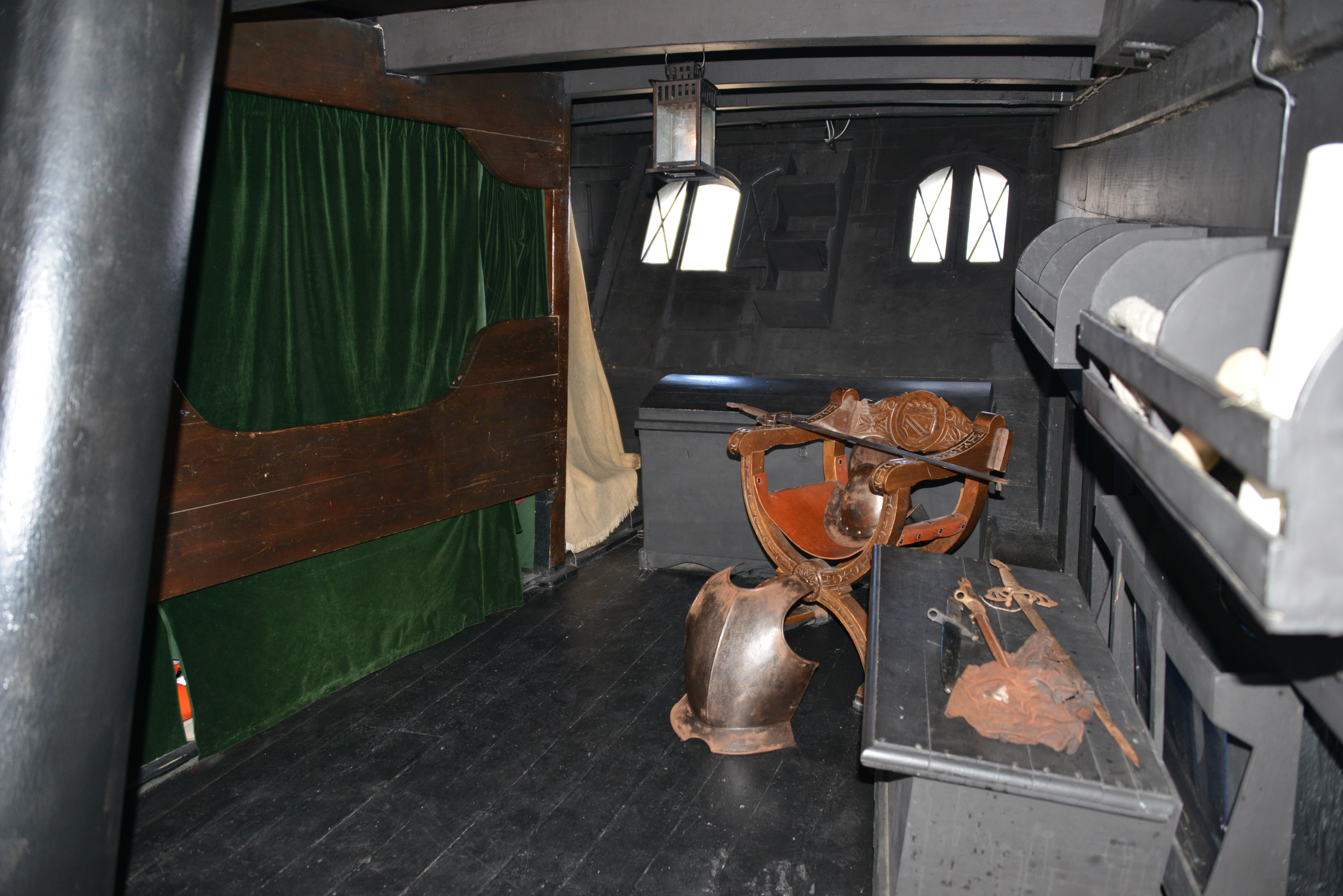
Капитанская каюта на реплике «Виктории» 1992 года постройки

Магеллан лично командовал «Тринидадом». «Сантьяго» командовал Жуан Серран — брат Франсишку Серрана, сослуживца и друга Магеллана по Малакке. Тремя другими кораблями командовали представители испанской знати, с которыми у Магеллана сразу начались конфликты. Испанцам не нравилось, что экспедицией командует португалец, кроме того, Магеллан скрывал предполагаемый маршрут плавания, и это вызывало недовольство. Противостояние наметилось задолго до отплытия: явно сформировались две партии — креатур Фонсеки и самого Магеллана; отчасти они выстраивались на национальной почве — испанцы против португальцев. Капитану Мендосе даже было передано специальное требование короля прекратить препирательства и подчиниться Магеллану. Но уже на Канарских островах Магеллан получил сведения, что испанские капитаны договорились между собой убрать его с поста, если посчитают, что он им мешает. Капитан-генерала обвиняли и в том, что при наборе матросов он отдавал предпочтение португальцам, которых было около сорока человек (по штату полагалось лишь 12), но в действительности испанские моряки не спешили рисковать в длительной экспедиции. Участвовали и родственники самого Магеллана: родственник его матери Алвару да Мешкита и его незаконный сын Кристобал Ребелью. Он списал на берег ещё трёх родственников, чем успокоил испанские власти. В экипаже было много иностранцев: один штурман был генуэзцем, и один — греком. По подсчётам Пауля Ланге, при отплытии в команде было 37 португальцев, 26 итальянцев (генуэзцев и венецианцев), 10 французов, три фламандца, два немца, два грека и англичанин. Вербовщики-глашатаи публично зазывали кандидатов не только в Севилье, но и в Малаге; особенно дефицитными были вакансии плотников, конопатчиков и палубных матросов. Жалованье плотника и конопатчика составляло 5 дукатов в месяц, матроса — 1800 мараведи в месяц.
В последний момент — в мае 1519 года — в состав экспедиции вошёл секретарь папского посланника в Испании, уроженец Виченцы Антонио Пигафетта. Он был образованным, стремился к приключениям, и завоевал доверие Магеллана, когда квалифицированно подбирал навигационные приборы и калибровал их. Его включили в команду сверх штата (исп. sobrasaliente) за почти символическое жалованье 1000 мараведи и аванс за четыре месяца, как матросу. В судовой роли он числился под именем Антонио Ломбардец. Магеллан рассчитывал, что он сделается историографом экспедиции, лояльным лично ему, что и оправдалось впоследствии. 26 июля 1519 года Руй Фалейру был отстранён от должности главного штурмана армады под предлогом нездоровья, который, по-видимому, носил политический характер. Магеллан потребовал выдать из архива Каса-де-Контратасьон его рукопись о методе определения долготы, и, по-видимому, она была ему предоставлена. Способ Фалейру, вероятно, был разновидностью метода лунных расстояний, но рукопись высоко оценил только занявший место главного штурмана Андрес де Сан-Мартин.
В списках команды не учитывалась прислуга, включая раба Магеллана Энрике, который мог служить переводчиком. Три капитана-испанца (Картахена, Кесада, Мендоса) взяли с собой 18 слуг. Вербовка моряков продолжалась и на Канарских островах, аборигенов принимали и в Южной Америке, и на Филиппинах, и на Островах Пряностей. Разные авторы представляют общее количество участников экспедиции числами от 265 до 280 человек.

### Королевская инструкция
Экспедиция должна была руководствоваться королевской инструкцией. Согласно документу, капитан-генерал Магеллан получал право заключения политических или торговых договоров «с королями и князьями» новооткрытых земель. Контроль над условиями приобретения пряностей и иных товаров возглагался на де Картахену, де Мендосу и де Коку. Магеллану воспрещалось рисковать собой, на переговорах он мог появляться лично только при гарантиях безопасности от туземцев или при взятии заложников. Если в новооткрытых землях уже действуют мусульманские торговцы, с ними надлежало договариваться на обычных условиях, но требовать лицензию, чтобы они не смели действовать без ведома испанской короны и выплаты соответствующих сборов. Религиозные преследования и обращение в рабство воспрещались. В случае военных действий Магеллан получал право получения из добычи драгоценностей на сумму не более 500 дукатов (300 000 мараведи) либо эквивалентное этой сумме число любых товаров, а также 3 % долю от любой добычи, превышающей 10 000 дукатов. Церковная десятина была зарезервирована для Собора Святого Иакова и аббатства Богородицы Победоносной в Триане.
При пересечении южного побережья Америки и «Южного моря» надлежало фиксировать все явления, потенциально представляющие интерес, и отбирать образцы потенциально полезных товаров, растений и животных. С туземцами и их женщинами, населяющими все пройденные страны, надлежало обращаться сердечно и дружелюбно, не провоцируя конфликтов. За все товары и услуги следовало платить справедливую цену, а медицинскую помощь оказывать бесплатно, в том числе воинам, пострадавшим в битвах с испанцами. Предписывалось также изучать туземные языки. В дополнительной инструкции Хуану де Картахене говорилось, что на Молуккских островах должна быть основана постоянная испанская база. Каждый член экипажа должен был быть зарегистрирован в судовой роли, где прописывались имя, происхождение, место жительства, гражданский статус, а также имущество, проносимое на борт. Если оно включало золото и иные ценности, то помещалось в кладовую, запираемую тремя ключами, хранимыми разными офицерами. Морякам воспрещались игры в карты и кости, и богохульство; перед посадкой на борт были обязательны исповедь и причастие.

## Ход путешествия

### Атлантический океан (сентябрь 1519 — октябрь 1520)

#### Путь на юг. Борьба за власть

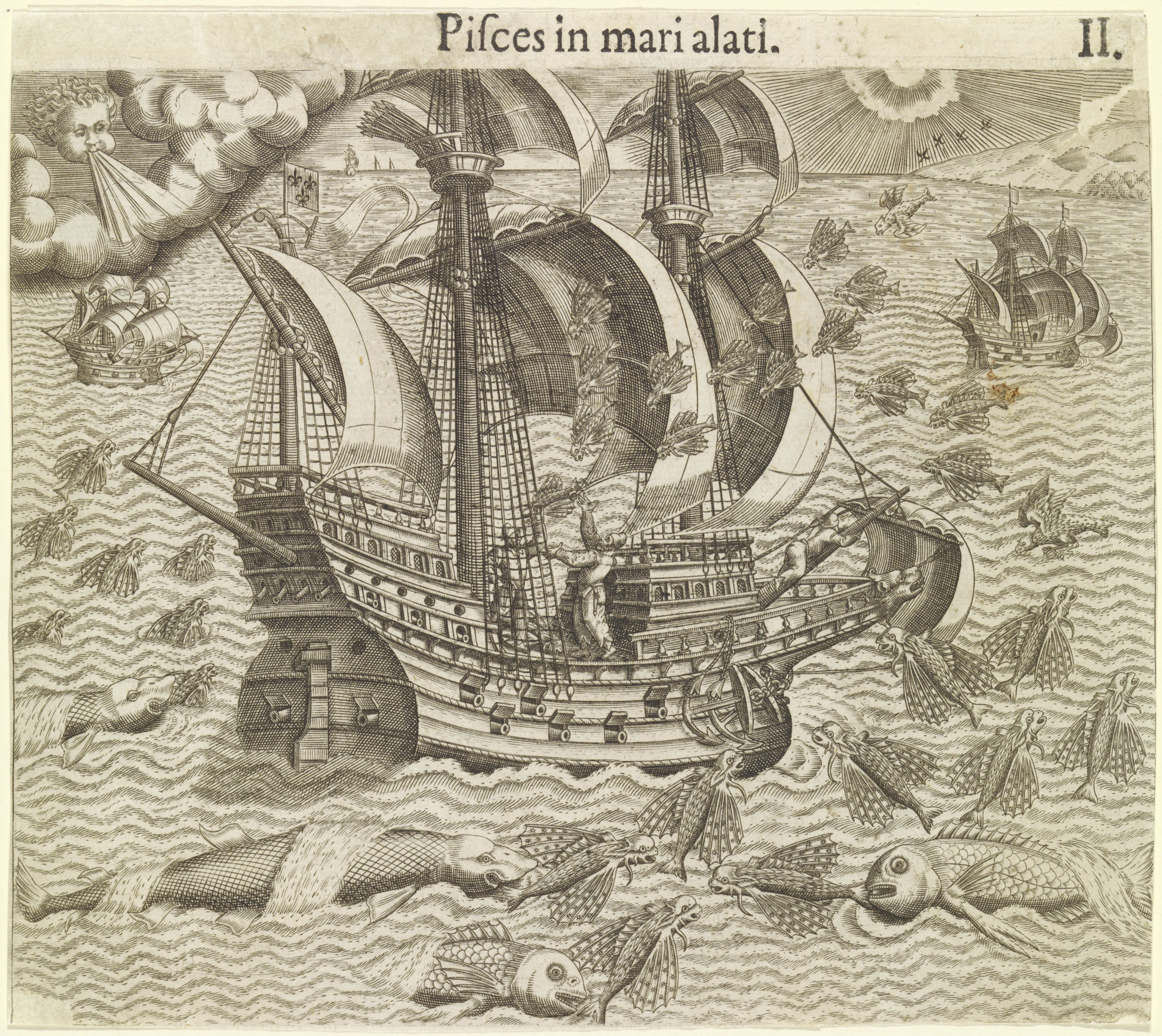
Каракка в океане и летучие рыбы. Гравюра Теодора де Бри из издания Collectiones peregrinationum in Indiam occidentalem (1594)

Отплытие армады сильно задержалось: выход в море состоялся через полгода после отчёта Магеллана, что сборы совершенно закончены, и через пять месяцев после срока отхода, предусмотренного королевским указом. 10 августа 1519 года прошло освящение знамён в обители Санта-Мария-де-Витория и флот из Севильи спустился до порта Санлукар-де-Баррамеда в устье реки Гвадалквивир. Оставшийся на берегу Магеллан 24 августа заверил своё завещание. 20 сентября 1519 года флотилия во главе с Магелланом вышла из гавани, и спустя шесть дней прибыла на Канарские острова — сначала в Санта-Крус-де-Тенерифе. Там были догружены некоторые припасы, заранее доставленные доверенным купцом, а через три или четыре дня был совершён переход к Пунта-Роха на юге Тенерифе, где приняли запас смолы. В океан вышли в ночь на 3 октября 1519 года. На следующий день армаду догнала пинасса с неким посланием Магеллану, отражённым в бухгалтерских записях экспедиции.
После выхода в море Магеллан, вероятно, попытался захватить всю полноту власти, не делясь ею с Хуаном де Картахеной. Капитан-генерал был скрытен, отказывался сообщать прочим капитанам о маршруте. Вместо обычного юго-западного маршрута эскадра повернула на юго-юго-запад, что вызвало требование де Картахены объясниться: вместо прямого пути с пассатом к Южной Америке, Магеллан повёл флотилию близко к Африке, причём эти широты и долготы отличались штормовой погодой и частыми шквалами. Была выстроена чёткая система службы команды: ночных вахт было три — начинавшаяся на закате, вторая — полуночная, третья — предрассветная. Личный состав был разделён на три дивизиона, первым из которых командовал капитан или боцман, сменявшие друг друга; вторым — штурман или боцманский помощник; третьим — боцман.
Капитан-генерал распорядился, чтобы каждое утро все суда сближались с «Тринидадом» на расстояние, делающее возможным голосовое общение, чтобы отчитаться и получать указания. Была разработана и система сигналов, чтобы не потеряться во время шторма. Открытый конфликт вспыхнул не позднее 5 октября, когда представитель испанской короны Хуан де Картахена обратился к Магеллану «с яростью и недостатком уважения», получив не менее безапелляционный отпор. Штормовые зоны сменялись штилями, тянувшимися неделями. Команда погрязала в скуке. Интеллектуал Пигафетта занялся рыбалкой с палубы «Тринидада». 30 октября боцман «Виктории» сицилиец Антонио Саломон был уличён в содомии с юнгой Антонио Хиновесом, и немедленно приговорён к смертной казни с отсрочкой до высадки на берег. Чтобы достигнуть экватора, потребовалось почти два месяца — пересечение его состоялось 20 ноября. К тому времени из-за порчи припасов был сокращён дневной рацион команды: полтора фунта сухарей и два литра воды пополам с вином в сутки.
Во время штиля капитан-генерал Магеллан объявил общее совещание капитанов в своей каюте на «Тринидаде». Разговор оказался напряжённым: Кесада уже долгое время нарушал этикетные требования, именуя начальника просто «капитаном». Картахена в резкой форме выразил протест против затягивания плавания вдоль Африки, и, наконец, объявил, что освобождает себя от повиновения Магеллану. В этот момент капитан-генерал дал сигнал, и в его каюту ворвались альгвасил «Тринидада» Гонсало Гомес де Эспиноса вместе с Дуарте Барбозой и Кристобалем Ребелло. Магеллан лично схватил Картахену за воротник, объявив его мятежником, и арестовав во имя короля; далее его привязали на шканцах, где обычно наказывали матросов. Кесада и Мендоса умоляли не подвергать бесчестью кастильского дворянина, уповая на свою лояльность. Магеллан объявил о смещении Картахены: командиром «Сан-Антонио» был назначен Антонио де Кока.

#### Бразилия и Ла-Плата

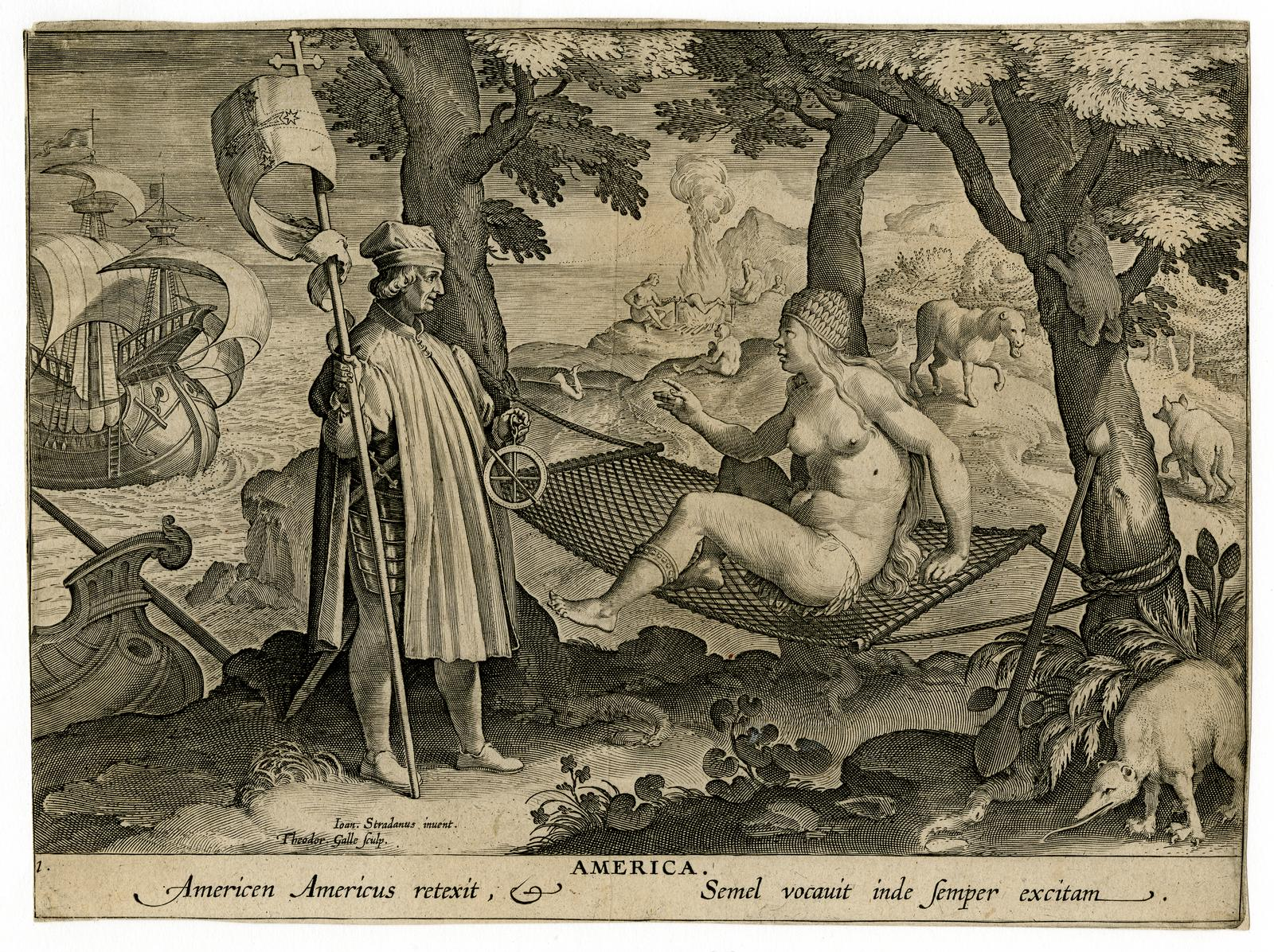
Америго Веспуччи пробуждает спящую Америку. Гравюра Страдануса

29 ноября армада достигла мыса Сан-Августин на бразильском побережье; вероятно, чуть севернее Ресифи. Там запаслись свежей водой и дровами, а также индейками, тапирами, бататами и ананасами, выменянными у аборигенов. Далее Магеллан хотел остановиться в бухте Гуанабара (называемой тогда Санта-Люсия). Поскольку там ранее бывал штурман «Консепсьона» Жуан Лопиш Карвалью, его временно перевели на «Тринидад». 13 декабря экспедиция пришла на место Рио-де-Жанейро, где не было постоянного поселения и следов пребывания европейцев. По сообщению Пигафетты, прибытие армады совпало с концом сухого сезона, и «принёсшие дождь» путешественники были сердечно встречены индейцами. Он описывал многие их обычаи, не сомневаясь, что аборигены являются каннибалами. На берегу были отслужены две мессы, но, в основном, команда предавалась удовольствиям. Индейцы охотно продавали дочерей за железные изделия. Дуарте Барбоза настолько увлёкся одной из местных уроженок, что даже задумывал дезертировать и остаться в «стране Верзин»; Магеллан велел заковать его в кандалы и не пускать на берег вплоть до отплытия. На фоне идиллии 20 декабря была проведена казнь содомита Антонио Саламона за «преступление против природы». Палачом выступил матрос, скрывший лицо капюшоном (имя его нигде не фигурировало), который задушил бывшего боцмана на глазах у всего экипажа.
После празднования Рождества команда начала подготовку к отплытию, а Магеллан и главный штурман попытались определить географическое положение бухты Санта-Люсия (по другим сведениям, эта работа проводилась 17 декабря). Андрес де Сан-Мартин провёл измерения лунных расстояний, но пришёл к выводу, что в имевшихся у него таблицах вкралась ошибка. Это не умаляло действенности метода Руя Фалейру. Накануне отплытия командиром «Сан-Антонио» был назначен племянник капитан-генерала Алвару ди Мешкита, что вызвало новую волну недовольства испанских офицеров, поскольку португалец был сверхштатным членом команды. Возник конфликт и с штурманом Карвалью, который нашёл на берегу свою давнюю подругу-индианку, от которой у него семь лет назад родился сын. Жуан Лопиш крестил мальчика именем Жуанзиту. На просьбу забрать их с собой Магеллан категорически отказал, и далее провёл обыск на эскадре. Обнаруженных женщин отправили на берег, но сын остался с Карвалью. Благоприятные ветра позволили 31 декабря достигнуть бухты Паранагуа, однако Магеллан беспокоился, что не успеет до наступления южной зимы, и до 8 января 1520 года армада шла по ветру вдоль побережья. 10 января Карвалью заявил, что замеченная суша — это мыс Санта-Мария, за которым может открыться пролив вокруг юга Америки. Позднее выяснилось, что суда находились на широте Ла-Платы.
Глубины были невелики, и, чтобы не рисковать всей армадой, Магеллан отправил для разведки самый малый из судов — «Сантьяго», взойдя на его борт. Поход капитан-генерала по эстуарию длился два дня. Магеллан осознал, что это устье большой реки, а не морской пролив, хотя капитан «Сантьяго» и уверял, что Индия совсем близка и достижима по реке такой величины. 3 февраля поход на юг возобновился: задержка была вызвана протечкой корпуса «Сан-Антонио» и противными ветрами, дувшими весь конец января. Был достигнут мыс Корриентес. Чтобы не пропустить пролива, суда армады вставали на ночь на якорь. После пересечения 40-й южной параллели стало заметно холоднее. Во время шторма 13 февраля был повреждён киль «Виктории», однако окутавшие мачты флагмана огни святого Эльма были сочтены добрым предзнаменованием. Тяжёлый путь через каменистые мели закончился 24 февраля в заливе Сан-Матиас, который также был принят за устье пролива, от обнаружения которого зависел исход всей экспедиции.

#### Мятеж

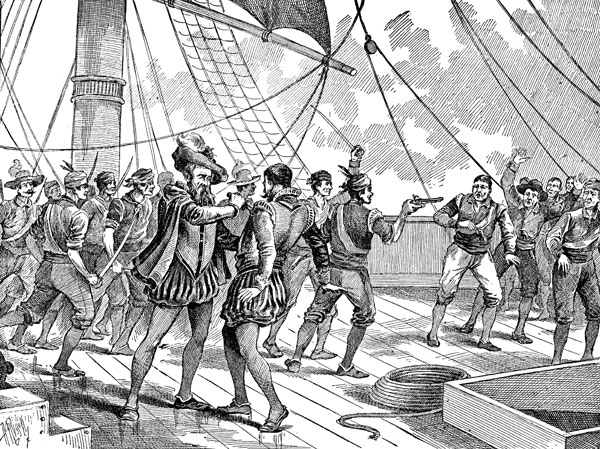
Убийство Луиса де Мендосы на иллюстрации XIX века

По мере окончания южного лета портилась погода: из имеющихся источников можно сделать вывод, что в марте 1520 года из-за облачности было невозможно определить свои координаты. Согласно позднейшим свидетельствам штурмана Элькано, офицеры-испанцы вновь попытались составить заговор. Его главой был Картахена, который формально пребывал под арестом у Гаспара де Кесады, но при этом потребовал, чтобы Магеллан, наконец, «сообщил маршрут, которым намеревается идти, и не блуждал бы более». Более всего команду пугала перспектива голодной зимы в крайне негостеприимной местности. По предположению Ф. Фернандеса-Арместо, это могло быть прикрытием для сомнений, не попытается ли Магеллан пойти к Молуккам через Мыс Доброй Надежды. Обострились и испано-португальские противоречия: по свидетельству Элькано, Магеллан и его родня откровенно третировали кастильцев.
Накануне Вербного воскресенья, 31 марта 1520 года флотилия Магеллана дошла до 49° ю. ш. Первоначально окаймлённая «скалами, похожими на башни» бухта была принята за вход в вожделенный пролив. Залив хорошо укрывал от шквальных ветров, и получил имя Сан-Хулиан. Пигафетта утверждал, что главной причиной остановки стала необходимость кренговать суда, очистив их днища от ракушек и водной растительности. Последующие события излагались разными авторами по-разному, причём непосредственных свидетельств очевидцев не существует. Ясно одно: Магеллан решил форсировать события сразу после прибытия в бухту, и полностью подавить любую возможность оппозиции. 1 апреля капитан-генерал пригласил офицеров отужинать с ним после мессы, однако приглашение принял лишь Алвару ди Мешкита, прочие участники партии де Фонсеки, хотя и участвовали в богослужении, от посещения «Тринидада» отказались. Это же вынудило их к немедленному выступлению. Самые ранние свидетельства дальнейших событий содержатся в петиции Мешкиты от 9 апреля, то есть были зафиксированы спустя неделю. По свидетельству Мешкиты, в ночь на 2 апреля Гаспар де Кесада, капитан «Консепсьона», вместе с Хуаном де Картахена и тридцатью их сторонниками, захватили «Сан-Антонио», пленив самого Мешкиту и чиновника-писца Херонимо Герра, заковав их в кандалы и заперев в каюте под охраной. О том же свидетельствовал капеллан «Тринидада» Педро де Вальдеррама, который неведомо как оказался на борту «Сан-Антонио». Попытавшегося остановить мятежников кормчего Хуана де Элорриагу Кесада ударил кинжалом четыре или шесть раз; от последствий ранений он не оправился, и в муках скончался 15 июля. Команда после этого стала покорной и сдала оружие Антонио де Коке, а надзор за артиллерией поручили Элькано, которого перевели с «Консепсьона». К утру 2 апреля в руках фракционеров находилось три корабля — «Консепсьон», «Виктория» и «Сан-Антонио».
Мятежники потребовали подчинения Магеллана королевским инструкциям и раздела власти с представителями испанской партии, отчасти, это отражалось и на титуловании, которое было принципиальным вопросом для дворян XVI века. Магеллан предложил встретиться, но был отвергнут. Тогда на «Викторию» был отправлен Гонсало Гомес де Эспиноса с шестью матросами-гребцами. Пока Мендоса читал письмо капитан-генерала, Эспиноса ударил его в шею кинжалом, а затем добил. Далее с другой стороны подошла барка с Дуарте Барбозой и, по крайней мере, пятнадцатью моряками. Над «Викторией» был поднят стяг Магеллана, а команда не сопротивлялась. К 3 апреля Магеллан перевёл свои суда к выходу из залива, не позволяя «Консепсьону» и «Сан-Антонио» уйти. Мятежники использовали Мешкиту как заложника, привязав его на носу, откуда он взывал к капитан-генералу не открывать огня. Наконец, к ночи оба корабля были взяты на абордаж, а Кесада и де Кока арестованы. 4 апреля труп Мендосы был перевезён на берег и четвертован. На Пасху (7 апреля) Кесада был обезглавлен, а тело его подвесили рядом с разрубленными останками Мендосы на берегу. Хуана де Картахену и священника Педро Санчеса де Рейну приговорили к высадке на близлежащем острове незадолго до ухода флотилии из Сан-Хулиана, оставив им только нож и один сухарь (судя по реестру смертей, составленному по показаниям выживших, это было 11 августа). Трибунал изобличил в поддержке мятежа ещё сорок человек, включая Хуана Себастьяна де Элькано, но казнить их не было никакой возможности — это были профессиональные моряки, два штурмана (включая Андреса де Сан-Мартина) и военные. Позднейшие сообщения свидетельствовали, что помилованных приговорили к каторжным работам до окончания южной зимы и некоторых из них отправили на разведку по суше. Они прошли 40 лиг, но вернулись без новостей..
За время зимовки штурман Андрес де Сан-Мартин несколько раз пытался определить долготу. Одно из наблюдений (согласно Трансильвану) показало, что команда находится в 56° к западу от Тенерифе. Ошибка в этом случае составляла около 6° по долготе. 17 апреля наблюдалось полное солнечное затмение, и на этот раз точность результатов Сан-Мартина была поразительной для эпохи до изобретения хронометров: он вычислил, что Сан-Хулиан находится в 61° к западу от Севильи — ошибка всего в 37’ долготы.

#### Зимовка в Патагонии

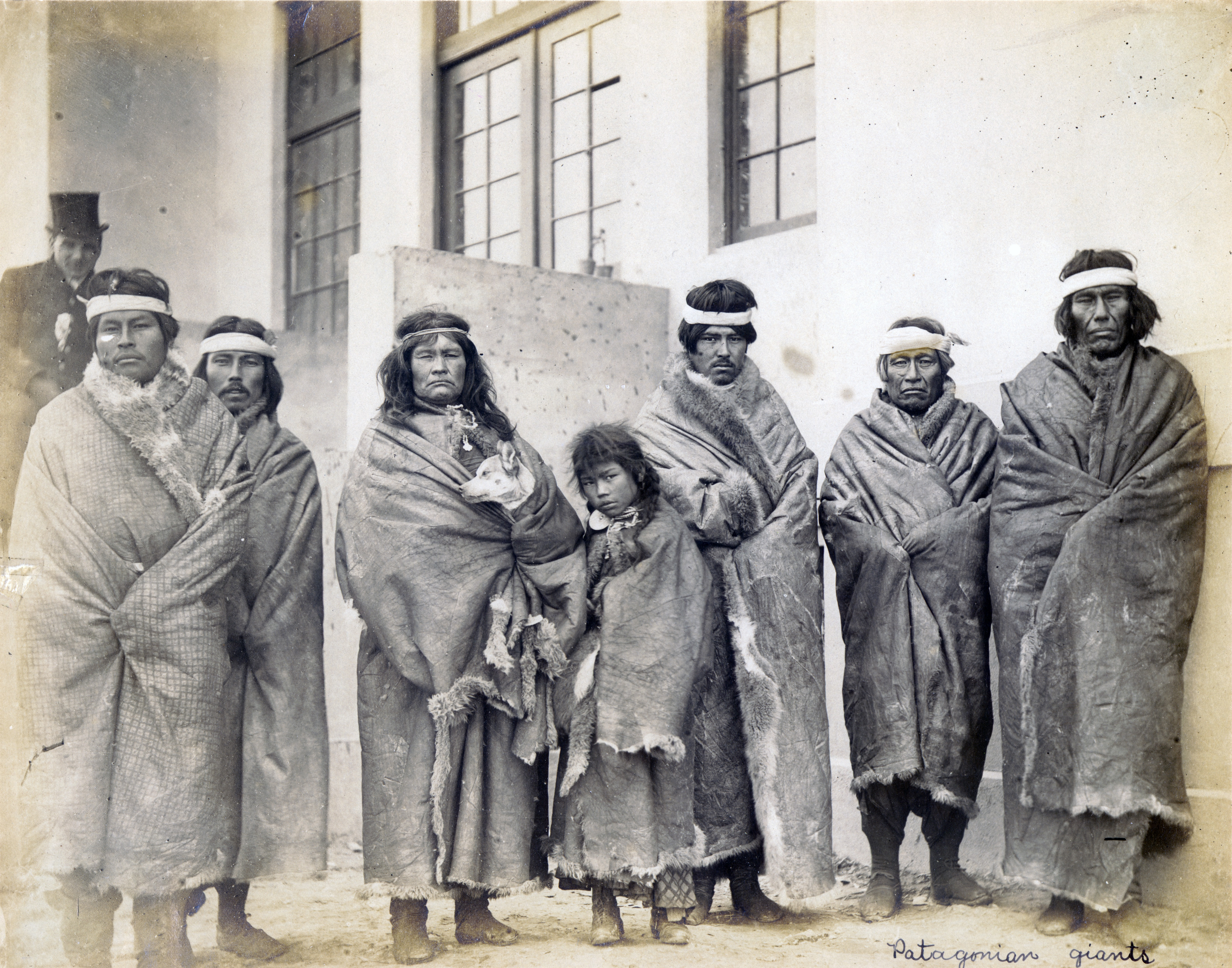
«Патагонские гиганты» на фотографии 1904 года

В самом конце апреля Магеллан направил «Сантьяго» под командой Жуана Серрана на юг для разведки существования пролива. Первому, кто его заметит, было обещано сто дукатов с выплатой после возвращения в Испанию. В 60 милях к югу 1 мая было найдено удобное устье реки шириной более мили, которая 3 мая была названа Санта-Крус в честь праздника обретения Святого Креста. Моряки добыли морского льва и нескольких тюленей. Однако 4 мая внезапный шквал сорвал все паруса и бросил корабль на прибрежные скалы. При кораблекрушении погиб только негр-раб капитана Серрана. Воспоминания выживших противоречивы. По-видимому, около недели они простояли на одном месте, ожидая помощи, прежде чем приступить к активным действиям. Собранные обломки корабля за четыре дня были доставлены к устью Санта-Крус, где был сооружён небольшой плот, на котором двое выбранных моряков смогли пересечь широкий эстуарий недавно открытой реки. За 11 дней посланцы чуть живыми дошли пешком до бухты Сан-Хулиан, страдая в пути от голода и метелей. Магеллан выслал спасательный отряд в 20 человек по суше, ибо бурное море исключало риск использования корабля. В итоге удалось спасти всех 36 участников разведывательного плавания, переживших кораблекрушение. Выживших моряков распределили по оставшимся четырём кораблям, а Жуана Серрана поставили капитаном «Консепсьона». Таким образом, все четыре судна попали под команду сторонников Магеллана: «Сан-Антонио» командовал Мешкита, «Викторией» — Барбоза. Поскольку съестные припасы стремительно иссякали, 24 августа Магеллан велел отплывать, и через два дня армада перебазировалась в Рио-Санта-Крус, изобиловавшую морской дичью. Далее вплоть до 18 октября команда охотилась, ловила рыбу и собирала вещи и древесину с погибшего «Сантьяго». За это время от болезней умерли как минимум шесть моряков, в том числе плотник Хорхе Перес и немец-канонир Хорхе Алеман.
Во время зимовки моряки вступили в контакт с местными жителями. Пигафетта заявил, что это были настоящие гиганты, которым испанцы едва доставали до пояса. Для защиты от холода они обматывали ноги шкурами гуанако, набитыми сеном, поэтому были названы патагонцами («большеногими»). Сама страна по их имени была названа Патагония. По приказу короля было необходимо привезти в Испанию представителей встретившихся экспедиции народов. Поскольку матросы опасались схватки с высокими и сильными индейцами, они пошли на хитрость: давали им в руки множество подарков, а когда те уже не могли больше ничего удержать в руках, предлагали им в подарок ножные кандалы, назначения которых индейцы не понимали. Так как руки были заняты, патагонцы соглашались, чтобы кандалы цепляли к их ногам, пользуясь этим, матросы их сковывали. Так удалось захватить двух индейцев, но это привело к кровавому столкновению с местными жителями; самые ожесточённые боестолкновения (из-за женщин) произошли 29 июля, жертвы были с обеих сторон. После этого Магеллан использовал для контакта Пигафетту, который взялся за изучение языка патагонцев и составил небольшой словарик, общаясь с захваченными туземцами. Пытаясь узнать об их верованиях, Пигафетта выяснил, что «самого большого демона они называют именем Сетебоса». Затем это имя использовал Шекспир в «Буре»: так называли божество, которому поклонялась мать Калибана. Патагонцев пытались обратить в христианство, и крестили индейца, который впервые вступил с экспедиционерами в контакт, именем Иоанн; второй получил имя Павел. Ни один из пленников не дожил до возвращения в Европу. В дальнейший путь флотилия отправилась только 18 октября. Перед выходом Магеллан объявил, что будет искать пролив вплоть до 75° ю. ш., если же пролив не обнаружится, то флотилия пойдёт к Молуккским островам вокруг мыса Доброй Надежды.

### Магелланов пролив (21 октября — 28 ноября 1520)

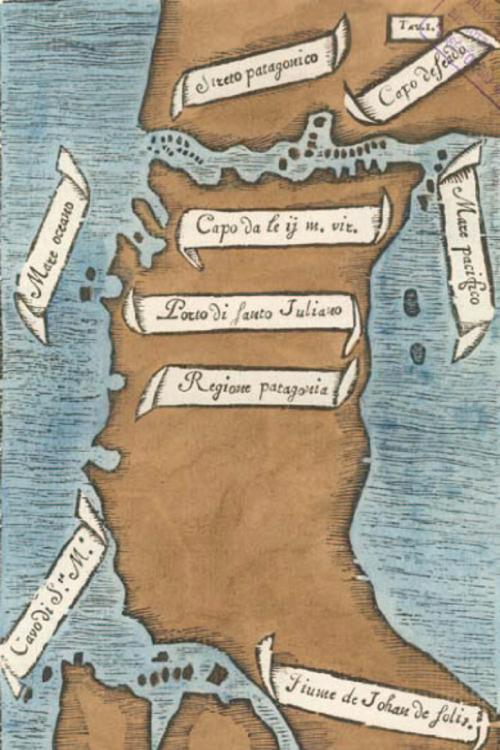
Магелланов пролив на карте Пигафетты. Север внизу

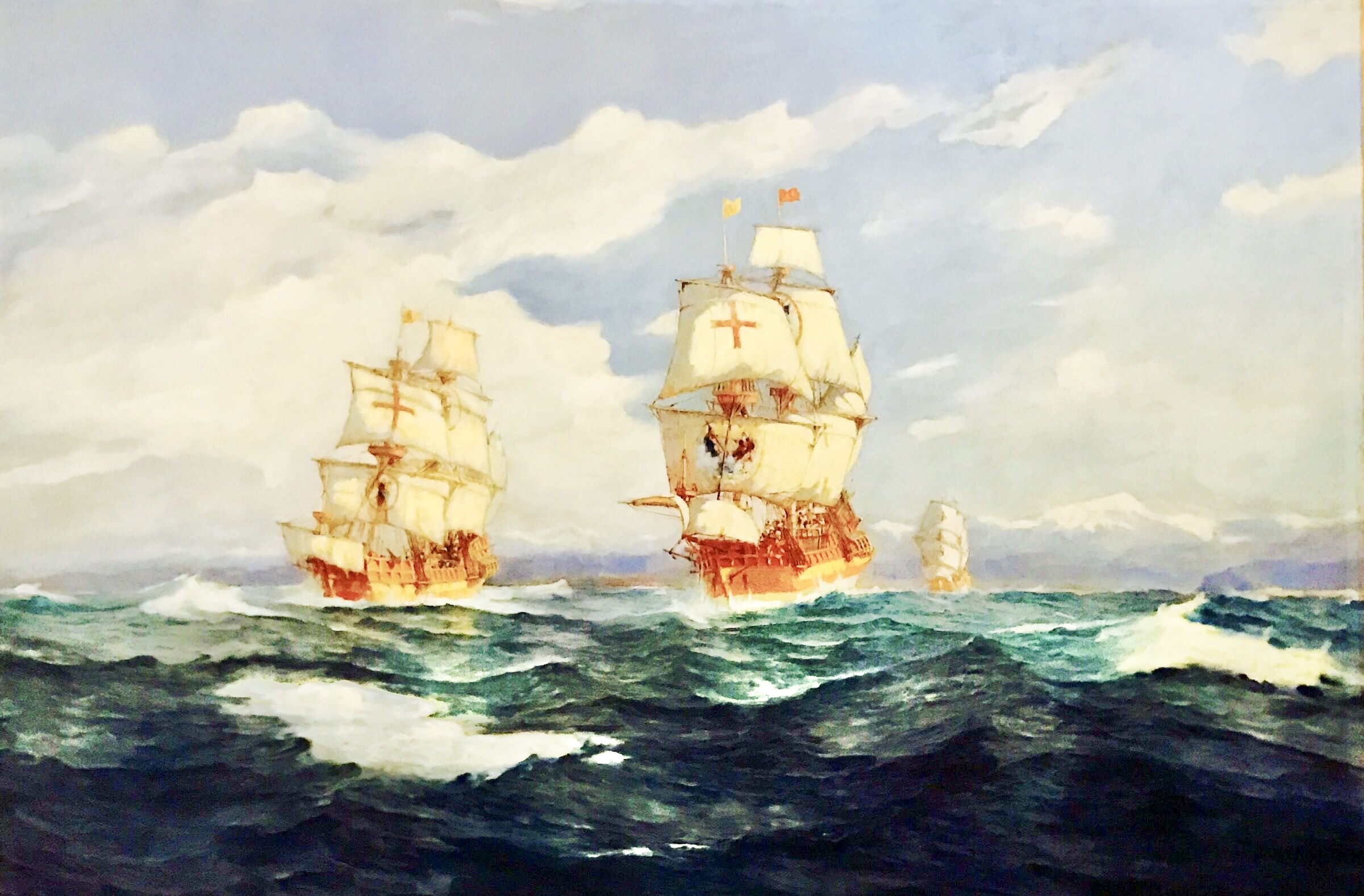
Молуккская армада входит в Магелланов пролив. Картина Касанова Сентено, Альваро

21 октября под 52° ю. ш. в просвет во время шторма Магеллан увидел невысокий мыс, который назвал Мысом Дев в честь праздника, отмечаемого в тот день. Штурман Сан-Мартин определил его долготу в 44½° от меридиана Санту-Антана, что давало погрешность не более 2°. Чтобы достигнуть устья очередной бухты (как её назвал Магеллан), следовало пройти длинную песчаную косу и отмели при встречных штормовых ветрах. Уставшая команда считала, что и здесь будет тупиковый вариант. После возвращения Пигафетта утверждал, что «капитан-генерал… знал, куда следует направиться, чтобы найти скрытый от глаз пролив, так как он видел его на карте в сокровищнице короля Португалии, нарисованной таким превосходным мужем, как Мартин Бехайм». Показания других участников команды свидетельствовали о сильнейших перепадах настроения Магеллана. На разведку были направлены «Сан-Антонио» и «Консепсьон», после чего началась не утихавшая два дня буря. Суда разведки спаслись только в открывшемся узком проходе, за которым следовала широкая бухта, вода в которой всё время оставалась солёной, а лот не доставал дна. Вероятно, это и был искомый пролив. В День всех святых (1 ноября) было официально объявлено об открытии пролива к западному океану. Суммарно на его прохождение, со всеми происшествиями и разведывательными походами, было потрачено 36 дней. Большой остров к югу от пролива, который постоянно был в поле зрения, Магеллан назвал Огненной Землёй, так как полагал, что дымы днём и огни среди растительности ночью — это следы пребывания аборигенов, которые могли бы напасть на армаду. Лоренс Бигрин полагал, что, вероятнее всего, увиденное было лесными пожарами.
Вопрос о выборе дальнейшего маршрута уже вызывал острый конфликт с штурманом «Сан-Антонио» Эстебаном Гомешем: тот заявил, что основная цель экспедиции — проход к Островам Пряностей, обнаружен. В соответствии с географическими представлениями той эпохи, после выхода из пролива предстояло пересекать «Большой залив» неопределённой протяжённости, для чего требовалось больше припасов и более совершенные корабли. Магеллан занял предельно жёсткую позицию, заявив, что «даже если нам придётся есть воловьи шкуры, которыми обмотаны реи, мы должны продвигаться вперёд по приказу Его Католического Величества». Далее капитан-генерал под страхом смерти воспретил упоминать маршрут экспедиции в негативном ключе или вслух оценивать количество и качество запасов. 22 ноября главный штурман Андрес де Сан-Мартин в письменном меморандуме повторит основную мысль Гомеша — экспедиция выполнила основную задачу и может возвращаться в Испанию. Его основная аргументация сводилась к краткости южного лета, изношенности кораблей и ослабленном экипаже, который не справится даже с походом по запасному пути вокруг южной оконечности Африки. Однако Магеллан по тем или иным, в том числе религиозным, причинам принял решение, и не собирался поворачивать с полпути.
Описания дальнейших событий крайне сжатые и противоречат друг другу в деталях. Поскольку пролив представлял собой некоторое подобие лабиринта, юго-восточное направление должны были исследовать команды «Сан-Антонио» и «Консепсьона». Определить, откуда именно два корабля отправились на разведку, практически невозможно. Остальная часть отряда ожидала результатов разведки в бухте у «реки Сардин», названной так по имени рыб, которых Пигафетта принимал за сардин (это могла быть бухта у острова Доусон или же у полуострова Брансуик). Генуэзский штурман де Мафра и цирюльник Бустаманте, ранее прибывшие на «Тринидад» в шлюпке, предупредили Магеллана, что Гомеш затеял измену, но капитан-генерал не придал этому значения. После исчезновения «Сан-Антонио», как сообщал Пигафетта, «Виктория» прошла в обратном направлении до устья пролива, оставив на приметном холме сообщение, закопанное в глиняном горшке. После этого штурман Сан-Мартин прямо заявил Магеллану, что команда дезертировала, но судьба «Сан-Антонио» для самого Магеллана осталась неизвестной. Основным источником по событиям на борту «Сан-Антонио» являются допросные протоколы мая 1521 года, из которых сохранился 21 (на примерно 70 допрошенных). Согласно экстракту, подготовленному для епископа Фонсеки, «Сан-Антонио» и «Консепсьон» потеряли друг друга из вида во время шторма. После четырёх или пяти дней поисков команда во главе с штурманом Гомешем приняла решение идти на восток и возвращаться в Испанию. В ходе начавшегося мятежа капитан Мешкита был ранен и потерял власть. Это событие могло произойти 8 ноября 1520 года. Действия мятежников увенчались успехом: во главе команды «Сан-Антонио» формально встал королевский чиновник Херонимо Герра, который был родственником главного пайщика экспедиции де Аро. После возвращения в Севилью в мае 1521 года Алвару ди Мешкита был арестован, несмотря на протесты тестя Магеллана Барбозы. Он был оправдан только после возвращения оставшихся участников экспедиции. Однако мятежники не понесли серьёзного наказания, и все зачинщики мятежа остались на королевской службе.
21 ноября стало очевидно, что выход в океан близок. Когда именно три оставшихся корабля армады Магеллана вышли в Тихий океан, неясно: штурман-генуэзец Хинес де Мафра называл 26 ноября, анонимный автор «Путешествий» Рамузио — 27-е. Согласно Пигафетте, моряки «погрузились в просторы Тихого моря» 28 ноября 1520 года. Пролив так и остался без общепризнанного названия: Пигафетта именовал его Патагонским, главный штурман Сан-Мартин — Проливом Всех Святых, в некоторых отчётах об экспедиции он именовался просто «Проливом» или Проливом «Виктории», в честь первого корабля, вошедшего в него. Название «Магелланов пролив» на картах появилось впервые в 1527 году.

### Тихий океан (декабрь 1520 — март 1521)

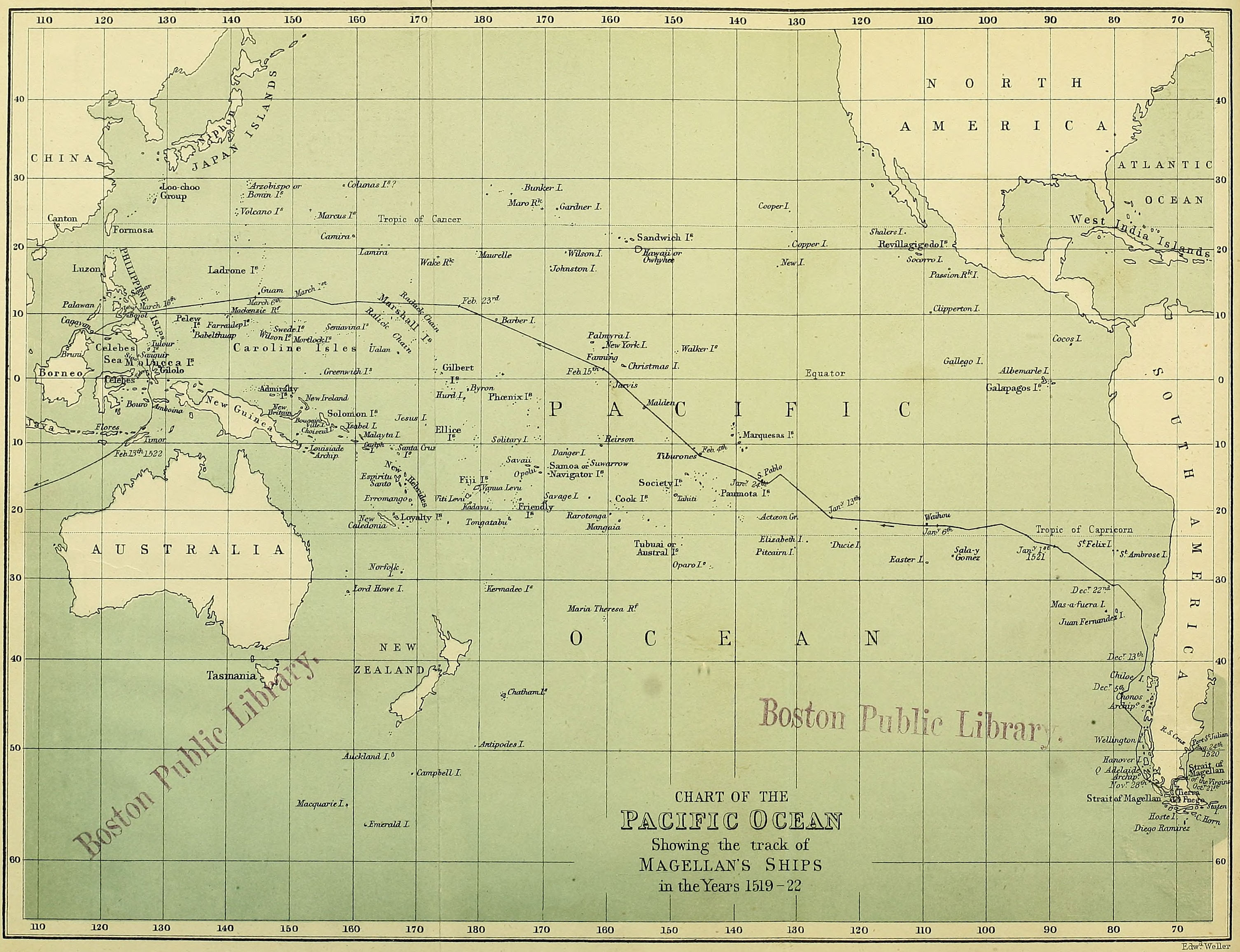
Одна из реконструкций маршрута перехода Магеллана через Тихий океан. Карта из английского перевода отчёта Пигафетты 1874 года

Максимилиан Трансильван со слов участников плавания назвал Тихий океан «более обширным, чем может вообразить человеческий разум» (лат. vastius quam ullum humanum ingenium caperet). Он же утверждал, что ни Магеллан, ни штурманы не могли ожидать, что армада сможет двигаться так быстро: в некоторые дни корабли проделывали в сутки до семидесяти лиг (то есть примерно 200 морских миль). Выйдя из пролива, Магеллан пятнадцать дней шёл на север по течению, дойдя до 38° ю. ш., где повернул на северо-запад, а 21 декабря 1520 года, дойдя до 30° ю. ш., повернул на запад-северо-запад. Земля исчезла из вида после 17 декабря.
Дувшие неделями в одном направлении ветра позволяли морякам не прикасаться к парусам и румпелям, из-за чего океан единогласно был наречён Тихим. Однако Ф. Фернандес-Арместо сравнивал корабли армады с «Летучим голландцем». Ситуацию на борту следующим образом описывал Пигафетта:

В продолжение трёх месяцев и двадцати дней мы были совершенно лишены свежей пищи. Мы питались сухарями, но то уже не были сухари, а сухарная пыль, смешанная с червями, которые сожрали самые лучшие сухари. Она сильно воняла крысиной мочой. Мы пили жёлтую воду, которая гнила уже много дней. Мы ели также воловью кожу, покрывающую грот-рей, чтобы ванты не перетирались; от действия солнца, дождей и ветра она сделалась неимоверно твёрдой. Мы замачивали её в морской воде в продолжение четырёх-пяти дней, после чего клали на несколько минут на горячие уголья и съедали её. Мы часто питались древесными опилками. Крысы продавались по полдуката за штуку, но и за такую цену их невозможно было достать.
Эскадра, хотя и шла в благоприятное время года под воздействием пассатов, но миновала все обитаемые или обладающие дичью и растительностью острова. Корабли Магеллана прошли восточнее островов Хуан-Фернандес, южнее Маркиз, но севернее Маршалловых островов. 24 января 1521 года был замечен необитаемый остров, названный Магелланом Сан-Пабло (отождествляемый с Пука-Пука архипелага Туамоту), но рифы не позволили к нему подойти. 4 февраля был обнаружен ещё один остров (в архипелаге Лайн, возможно, Кэролайн или Восток). Высадиться тоже не удалось, но экспедиция наловила акул для пропитания. Спекулятивные предположения, что Магеллан сознательно избегал суши, опровергаются записями Пигафетты и штурманским журналом Франсиско Альбо. В последнем зафиксированы попрёки Магеллана штурманам, что те вводили капитан-генерала в заблуждение; определить долготу не удалось даже старшему штурману. 13 февраля был пересечён экватор. Команда сильно пострадала от цинги (ажиотаж вокруг крыс, вероятно, объяснялся противоцинготными свойствами их крови и мяса). Первый умерший был похоронен в море ещё 29 декабря 1520 года. Пигафетта, описывая симптомы болезни, указывал, что так и не заболел сам (так же, как и Магеллан, и другие офицеры); вероятно, это объяснялось тем, что им были доступны запасы сухофруктов и айвового варенья. По его подсчётам, за три месяца и двадцать дней океанского перехода на армаде умерли двадцать девять человек, в том числе взятые на борт бразильский индеец и патагонский «великан». Последний перед смертью попросил крест и «целовал его много раз».
6 марта 1521 года дозорный с «Виктории» Лопе Наварро увидел поднимающиеся из-за горизонта острова. Магеллан назвал их «Островами Латинских парусов» (исп. Islas de Velas latinas) — это были Гуам и Рота из группы Марианских островов. Острова были обитаемы, а название было дано по форме паруса встреченной туземной пироги. Переход через Тихий океан занял 98 дней на дистанцию около 7000 морских миль (порядка 13 000 км). Местных жителей Пигафетта и штурман Альбо именовали «индейцами», а следующие поколения испанских мореплавателей назвали их «чаморро». Аборигены забрались на борт кораблей — особенно много их было на «Тринидаде», воруя с кораблей всё, что попадётся под руку. Боцман «Тринидада» ввязался в драку с одним из «индейцев», ударив его ножом в спину. После этого началось сражение: испанцы стреляли в каноэ из арбалета, а туземцы ранили нескольких матросов. Наконец, Магеллан прекратил битву, и вскоре удалось наменять свежей рыбы и кокосов на стеклянные бусы. Когда начались парусные работы, аборигены украли маленькую шлюпку, пришвартованную к корме капитанского корабля. По свидетельству Пигафетты, это сильно разозлило Магеллана, который воспринял это как оскорбление, и утром 7 марта десант из сорока европейцев высадился на двух баркасах на берег и провёл карательную акцию. Была сожжена деревня из сорока или пятидесяти домов, несколько каноэ; каратели убили не менее семи аборигенов. Пигафетта утверждал, что некоторые из заболевших матросов хотели съесть убитых «индейцев» в надежде вылечить цингу. Основным ударным оружием были арбалеты, аркебузы не использовали. Когда Магеллан обнаружил украденную шлюпку, он скомандовал отход. Несмотря на то что у туземцев отсутствовало понятие частной собственности, Магеллан назвал архипелаг Воровским (исп. Islas de los Ladrones). 9 марта, когда эскадра двинулась в дальнейший путь, местные жители преследовали корабли на лодках, забрасывая их камнями, но без особого ущерба. В тот же день от последствий цинги умер магистр Эндрю Бристольский — старший артиллерист «Тринидада», единственный англичанин на Молуккской армаде. На его место назначили норвежца Ганса из Бергена.
16 марта испанцы первыми из европейцев достигли Филиппинских островов, которые Магеллан назвал архипелагом Святого Лазаря, ибо заканчивалась пятая неделя Великого поста. Не высаживаясь, корабли миновали остров Самар: опасаясь новых столкновений, команда искала необитаемый остров. 17 марта испанцы высадились на острове Хомонхон.

### Филиппины. Смерть Магеллана (март — апрель 1521)

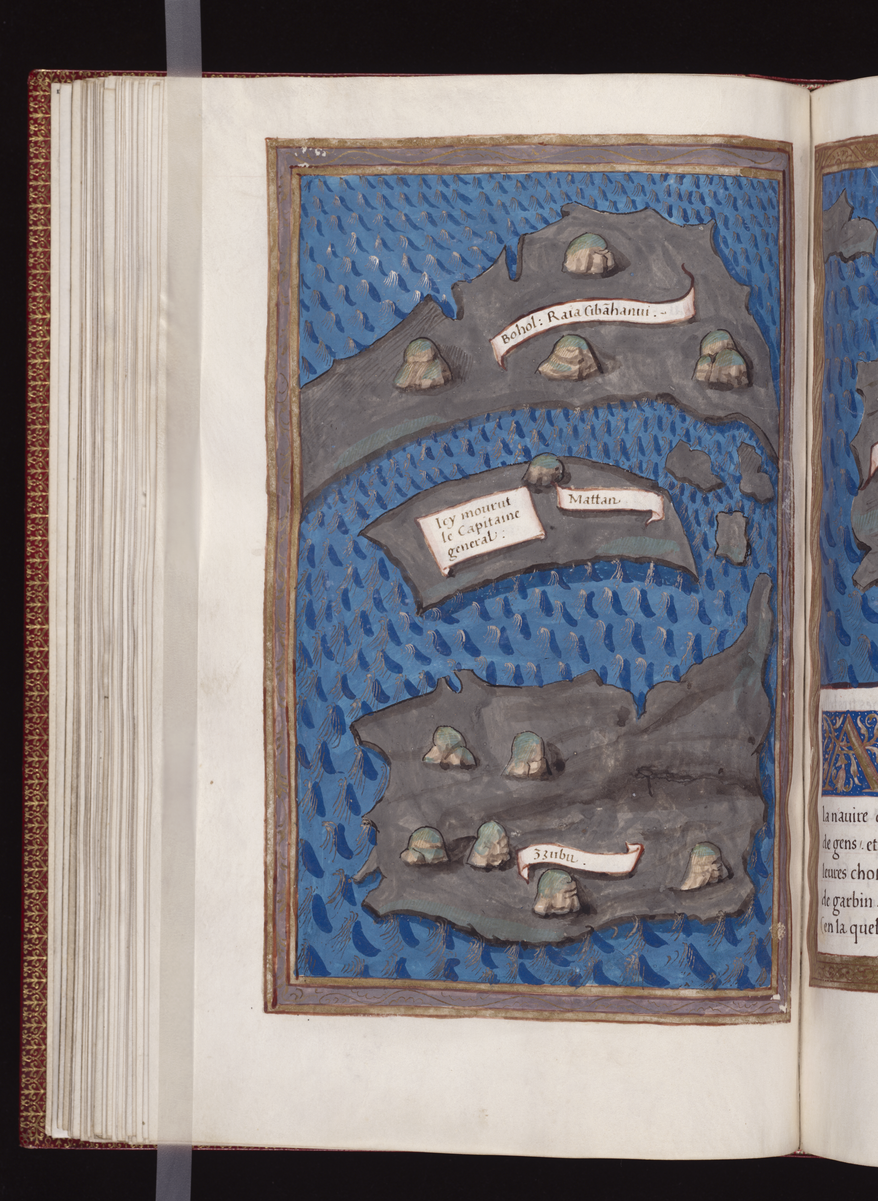
Острова Бохоль, Мактан и Себу, с указанием места смерти Магеллана. Страница иллюминированной рукописи Пигафетты на французском языке. 1525. Пергамент, пигменты. Библиотека редких книг и рукописей Бейнеке

Высадка на острове Хомонхон была отпразднована пиром, для которого зарезали приобретённую на Гуаме большую свинью. В понедельник, 18 марта 1521 года со стороны Сулуана пришла лодка с девятью местными жителями. Они вели себя мирно, а Магеллан запретил предпринимать любые действия без его приказа. Пятерых богато одетых пришельцев пригласили к трапезе, а четверо остальных присоединились к матросам-рыболовам. Им подарили взятые для этой цели красные колпаки, зеркала, гребни и колокольчики. Капитану филиппинцы вручили кокосы с молоком, пальмовое вино, бананы и рыбу и обещали доставить рис. Свежую пищу капитан-генерал передал больным цингой. 25 марта, когда Магеллан приказал идти на Молукки, Пигафетта упал за борт, что осталось незамеченным остальными. Он успел ухватиться за свисавший с грот-мачты трос (что могло свидетельствовать о серьёзном беспорядке на судне), его крики были услышаны, и итальянца вытащили. На следующий день армаде повстречалась лодка, в которой было восемь воинов. Раб Магеллана Энрике обратился к ним на малайском языке, и был понят. На лодку передали красную шапку и другие вещи. Через несколько часов прибыла флотилия лодок с вождём острова, который владел малайским языком и переговаривался через Энрике. Вождь передал Магеллану слиток золота и корзину имбиря; капитан-генерал перенёс якорную стоянку к Лимасаве, куда отправили Энрике за новостями. Это была Страстная пятница 1521 года. Энрике был принят местным королём, который оценил мощь европейских кораблей и обещал снабдить их свежей пищей. При личном свидании раджа подарил Магеллану три фарфоровых кувшина, полных рисом, и две огромных рыбины дорадо. Магеллан отдарился двумя парадными комплектами турецкой одежды красного и жёлтого цвета и «красивой красной шляпой», после чего капитан-генерал и раджа побратались, смешав свою кровь. Раджа поднялся на борт «Тринидада», ознакомился с компасом и морскими картами. Однако филиппинцев встревожила демонстрация аркебуз, пушек и доспехов.
Девятнадцать или двадцать дней, проведённых командой на Филиппинах, Антонио Пигафетта активно занимался этнографическими наблюдениями (в том числе касающихся сексуальных обыкновений или жевания бетеля), и составил словарик. Он отличался отличным слухом и чутьём к языкам; записанные слова относятся к висайскому и себуанскому языкам. Более 80 % записанных себуанских лексем всё ещё используются в XXI веке: названия частей тела, небесных явлений, обиходных растений и предметов, числительные. У местных жителей нашлось золото, причём Пигафетта удивлялся, что филиппинцы не понимают ценности серебряных и золотых монет, и занимаются обменом, равно ценя немецкие ножи и стеклянные бусы. Одному из матросов предложили золотую диадему за шесть низок стеклянных бус. Магеллан воспретил меновую торговлю рядовым членам экипажа, объявив: «туземцы должны усвоить, что в самом начале мы ценили наш товар больше, чем их золото». Действительно, филиппинцы соглашались покупать железные изделия по весу, обменивая фунт железа на фунт золота. Впрочем, удельная стоимость пряностей была намного выше, и они оставались главной целью похода. Европейцы явно заинтересовались филиппинскими женщинами. Из-за трёхдневной отлучки на берегу Магеллан разжаловал командира «Виктории» Дуарте Барбозу, заменив его на Кристобаля Рабело.
По совету раджи Лимасавы, пошедшего на борту «Тринидада», в воскресенье 7 апреля 1521 года экспедиция вошла в порт Себу на одноимённом острове. С европейцев попытались взять торговую пошлину, на что Магеллан заявил, что сил его людей хватит, чтобы разрушить все владения раджи Хумабона (как звали правителя Себу), «с тою же лёгкостью, как смахнуть пот со лба платком». Принятый при дворе мусульманский купец, вероятно, приехавший из Сиама, предупредил Хумабона. В изложении Пигафетты, он заявил, что европейцы «завоевали Каликут, Малакку и всю большую Индию». Раджа Лимасавы выступил посредником, обе стороны достигли соглашения, а затем Магеллан и Хумабон побратались. Вечером состоялся визит августейшего семейства на флагман, когда Магеллан восседал на кресле красного бархата, а гостей, включая купца-мусульманина, усадили на кожаные стулья, прочие чиновники и придворные разместились на циновках на палубе. Магеллан активно увязывал деловые преимущества с крещением филиппинцев, и в результате раджа Себу, желая сделать испанцев с их артиллерией союзниками, согласился на крещение и формальное подчинение испанской короне. 14 апреля Раджа Себу крестился под именем Карлоса, а раджа Лимасавы — Хуана, оба принесли вассальную присягу. Ранее, 10 апреля с небольшой разницей во времени скончались матросы Мартин Баррета и Хуан де Арече, после чего Пигафетту и Энрике де Малака отправили к радже с просьбой выделить участок земли под христианское кладбище, чтобы освятить землю. Погребением руководил лично капитан-генерал, который отметил, что все особенности обрядов понятны филиппинцам и имеют параллели в их культуре.

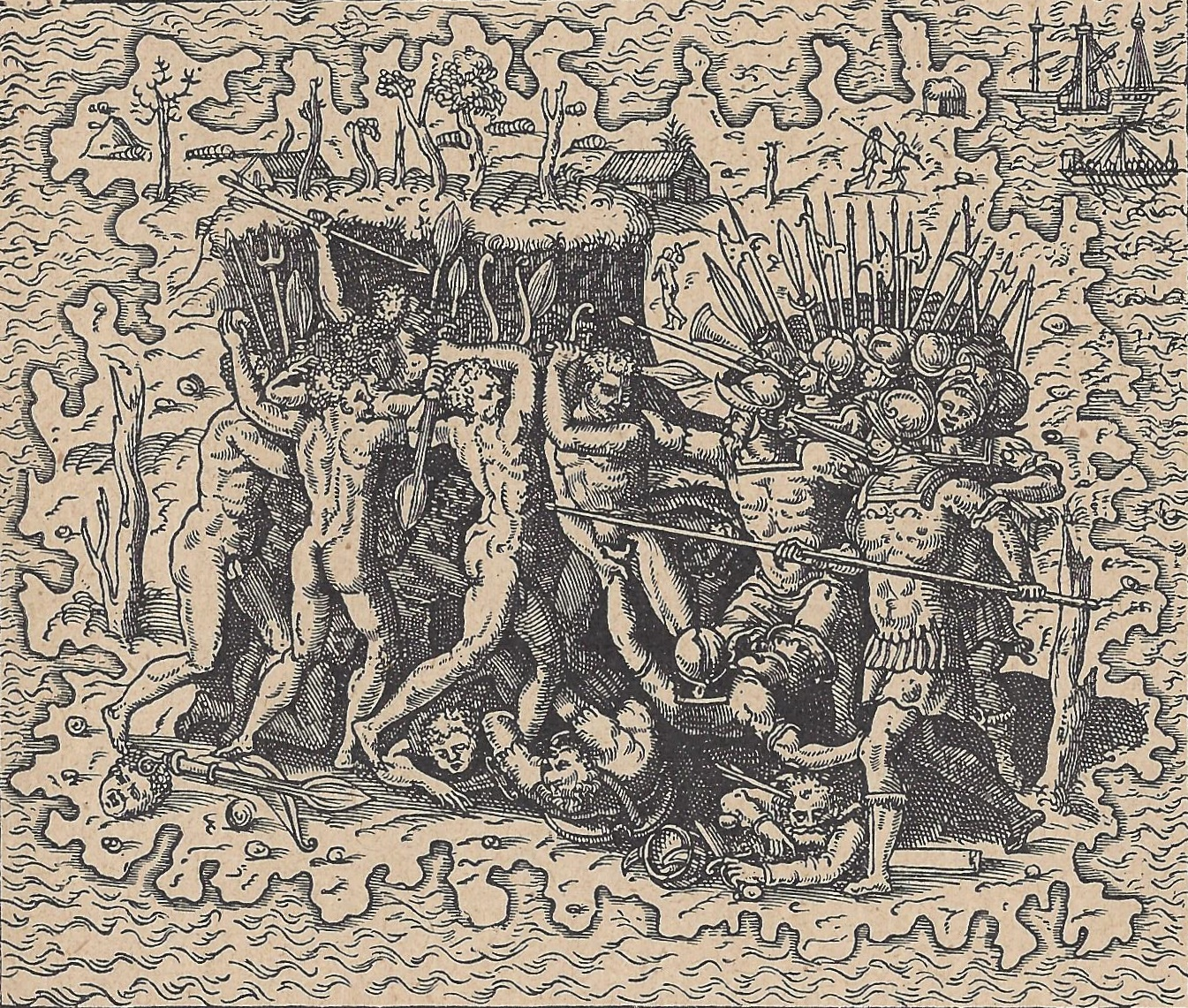
Последняя битва Магеллана на гравюре XVI века

По мнению Ф. Фернандеса-Арместо, избранная Магелланом стратегия, напоминала политику, которую одновременно применял в Мексике Кортес, «делая ставку» на авторитетного аборигенного вождя, который приведёт к покорности всех остальных. Как и в случае с Куаутемоком, выбор был неудачным; вдобавок, карьера Магеллана в Индии и Малакке показывала на его склонность к риску. Себу был небольшим княжеством, не слишком авторитетным у соседей, и вряд ли подходящим для внезапного возвышения при поддержке извне. По-видимому, Магеллан приступил к реализации собственных планов, прописанных в королевской капитуляции: он имел право объявить личным владением лишь острова, число которых превышало шесть. Штурман-генуэзец Хинес де Мафра во время следствия о смерти Магеллана в Испании высказал предположение, что атака на Мактан проистекала из условий контракта. Внешние проявления власти (раджи-христиане целовали патрону руку) также, по-видимому, играли не последнюю роль в поведении Магеллана. Испанцы не представляли истинных масштабов филиппинских княжеств и их военной силы. Один из вождей острова Мактан Лапу-Лапу (Силапулапу) воспротивился крещению и вассальной присяге себуанцам, ибо обладал большей территорией и войском. Магеллан к тому времени успешно покорил второстепенных вождей на Себу и привёл остров к подчинению, не брезгуя сожжением деревень, что было высоко оценено Пигафеттой. 27 апреля Магеллан, обладая, по разным подсчётам, отрядом численностью от 38 до 60 человек, предпринял атаку на Мактан, которая была совершенно неподготовленной. Копья мактанцев были длиннее, испанцы высаживались по пояс в морской воде (каракки и шлюпки не могли подойти вплотную к берегу), влажность не позволяла использовать аркебузы, а запас стрел для арбалетов был невелик. Вдобавок, капитан-генерал отказывался вводить в бой союзников-себуанцев, стремясь одержать победу единолично.
Историограф экспедиции, Антонио Пигафетта, описал смерть Магеллана так:

Туземцы продолжали преследование, и поднимая с земли по четыре-шесть раз одно и то же копьё, метали их в нас вновь и вновь. Узнав капитана, на него накинулось такое множество людей, что дважды с его головы сбили каску, но всё же он продолжал стойко держаться, как и подобает славному рыцарю, вместе с другими, рядом с ним стоящими. Так мы бились больше часа, отказываясь отступать дальше. Один индеец метнул бамбуковое копьё прямо в лицо капитана, но последний тут же убил его своим копьём, застрявшим в теле индейца. Затем, пытаясь вытащить меч, он обнажил его только до половины, так как был ранен в руку бамбуковым копьём. При виде этого на него накинулись все туземцы. Один из них ранил его в левую ногу большим тесаком, похожим на турецкий палаш, но ещё более широким. Капитан упал лицом вниз, и тут же его закидали железными и бамбуковыми копьями и начали наносить удары тесаками до тех пор, пока не погубили наше зерцало, наш свет, нашу отраду и нашего истинного вождя.

### Завершение экспедиции (май 1521 — сентябрь 1522)

#### Мактан — Бруней

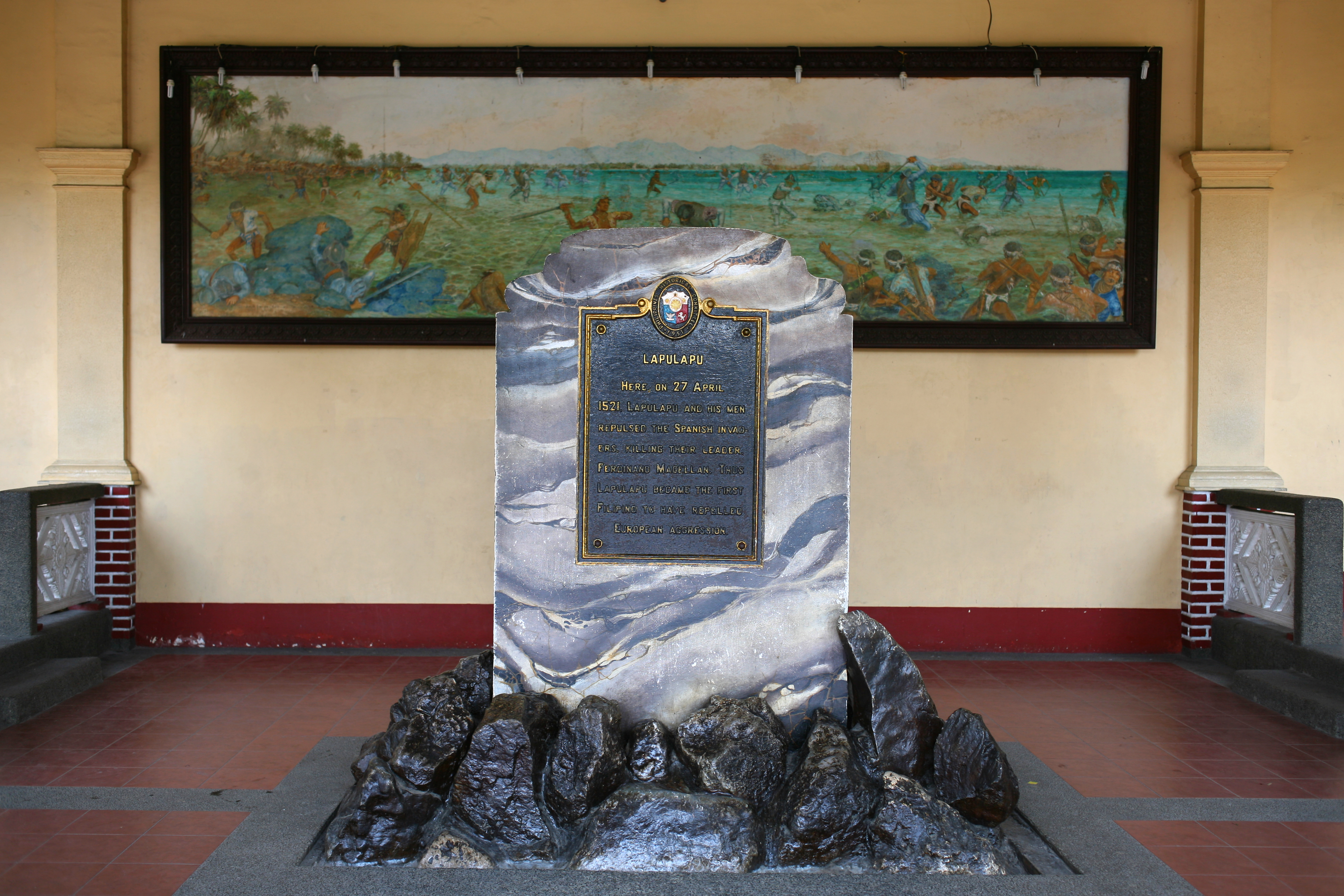
Памятный знак в честь раджи Лапу-Лапу, «который первым из филиппинцев отразил европейскую агрессию». Лапу-Лапу (город)

По подсчётам Антонио Пигафетты, в битве при Мактане, кроме самого Магеллана, пали восемь европейцев и четыре крещёных себуанца. Расстались с жизнью внебрачный сын Магеллана Кристобан Ребелло и слуга казнённого де Картахены Родриго Ньето. Штурман Хинес де Мафра утверждал, что Магеллан не должен был поддаваться «безумию безрассудства»: капитан-генерал умер, когда эскадра ещё не добралась до Островов Пряностей. Писатель Лоренс Бергрин предположил, что отсутствие артиллерийской поддержки с кораблей эскадры и то, что десант Магеллана оказался в изоляции, косвенно может свидетельствовать о форме пассивного бунта, когда офицеры избавились от чрезмерно амбициозного и тиранического командира. Изрубленные останки капитан-генерала достались радже Лапу-Лапу, который высокомерно отказал европейцам в просьбе выдать их для достойного погребения, рассматривая тело как свой трофей.
После гибели Магеллана образовался вакуум власти, на борт вернулись сошедшие на берег для торговли испанские чиновники, вернув товары в трюмы. Первостепенной задачей было обеспечить команды провизией, что и определяло последующие блуждания команды среди архипелагов. На совещании офицеров были избраны два командира армады: Хуан Серрано и Дуарте Барбоза, которые должны были довести предприятие до главной цели, не допустив новых потерь. Конфликты на этом не утихли: Элькано не считал Серрана компетентным командиром, а раб Магеллана Энрике де Малака требовал свободы на основании завещания хозяина. Пигафетта утверждал, что именно Энрике настроил бывшего союзника Хумабона против испанцев, играя на его страхе перед местью мактанцев. 1 мая 1521 года раджа пригласил на торжественный приём всех офицеров армады, под предлогом торжественных проводов и передачи даров главному сюзерену — королю Испании. Приглашение приняли около тридцати человек — по-видимому, четверть всех оставшихся в живых европейцев. В их числе были капитаны Барбоза и Серрано, главный штурман Сан-Мартин, штурман Хинес де Мафра, и другие. Пигафетта остался на «Тринидаде», ещё не оправившись от раны, полученной при десанте на Мактан. Вскоре с берега вернулись штурманы Жуан Лопиш ди Карвалью и Хинес де Мафра, сообщив, что случилась беда. Корабли дали по берегу артиллерийский залп и высадили десант. Оказалось, что воины Хумабона в конце угощения напали на европейцев, и убили двадцать семь человек; в плен были взяты священник Вальдеррама и капитан Серрано. Хумабон потребовал за их выкуп оружие, в том числе пушку. В этих условиях оставшиеся люди (которых по подсчётам Пигафетты было не более 115 человек) бросили пленников и предателя Энрике. К тому времени было известно, что мертвы капитан-генерал Барбоза и штурман Сан-Мартин.
Сразу после выхода в море штурман «Консепсьона» Элькано предложил оставить корабль как наиболее изношенный: древоточцы сильно повредили подводную обшивку и конструкцию каракки. Вдобавок, на армаде не хватало экипажа для управления тремя судами. Всё имущество и такелаж, которые можно было использовать, были распределены по трюмам «Тринидада» и «Виктории», и в ночь на 2 мая 1521 года «Консепсьон» был подожжён его экипажем, чтобы он не достался филиппинцам. Далее было проведено общее собрание команды, на которой капитан-генералом был избран Карвалью, а Эспиноза — капитаном «Виктории». Пигафетта остался летописцем и переводчиком, ибо достаточно овладел малайским языком, чтобы вести простейшие переговоры и торговаться. Карвалью не мог позволить себе новых жертв, вдобавок, начинался сезон дождей. Не имея точных карт, остатки армады медленно двигались в западном направлении среди островов моря Сулу, один из которых был населён негритосами. На Минданао раджа Каланоа встретил европейцев миром, но не смог или не захотел снабжать их провиантом. Искомое было обретено на Палаване, где команда отъелась свежим мясом, рисом и бананами, которые Пигафетта называл «смоквами величиной с руку». Этот остров корабли покинули только 21 июня: Карвалью силой заставил служить трёх лоцманов-мусульман, которые направили отряд в сторону Брунея, которого достигли 8 июля.
Местные портовые власти сердечно приняли корабли, приняв их за португальские, чему способствовал и сам капитан-генерал и многие члены команды. Хинес де Мафра особо отметил в своём журнале, что брунейцы «дружны с португальцами и ненавидят кастильцев». Шесть дней стоянки прошли мирно, команды даже успели проконопатить и осмолить корпуса. Наконец, европейцы получили аудиенцию у султана Раджи Сирипада, в которой участвовали Эспиноса, Элькано, Карвалью со своим сыном-метисом из Бразилии, Пигафетта и двое матросов-греков. После приёма офицеров покатали на слонах и устроили на ночлег во дворце. На рассвете 29 июля европейцы решили, что на них готовится нападение, при этом часть офицеров находились в заложниках на берегу, включая сына капитан-генерала. Карвалью, по убеждению Пигафетты, даже пытался вступить в сговор с капитаном пиратов из Лусона, чтобы спасти свою жизнь. Затем оказалось, что это было эпизодом затяжной войны султана с «язычниками». Заложников не отпускали, и тогда Карвалью захватил шестнадцать купцов, а бывших при них трёх женщин сделал своим гаремом. Авторитет капитан-генерала опустился почти до нуля.
21 сентября 1521 года команда устроила перевыборы капитана, на которых Карвалью вернулся к должности штурмана. Капитан-генералом избрали казначея Мартина Мендеса (это был пятый по счёту командир, считая Магеллана), однако капитаном «Тринидада» остался Эспиноса. Элькано получил должность капитана «Виктории», являясь самым опытным штурманом в отряде. После выхода из гавани Брунея «Тринидад» по небрежности штурмана сел на коралловую мель, и пришлось ждать четыре часа, прежде чем прилив поднял корабль. Далее матрос зашёл с зажжённой свечой в пороховой погреб, чудом не устроив взрыва: это свидетельствовало об анархии и серьёзных дисциплинарных проблемах. Команда была изнурена работой на помпах, и поэтому, найдя подходящий пляж на острове «Симбонбом», корабли встали на 42-дневный ремонт.

#### Острова Пряностей

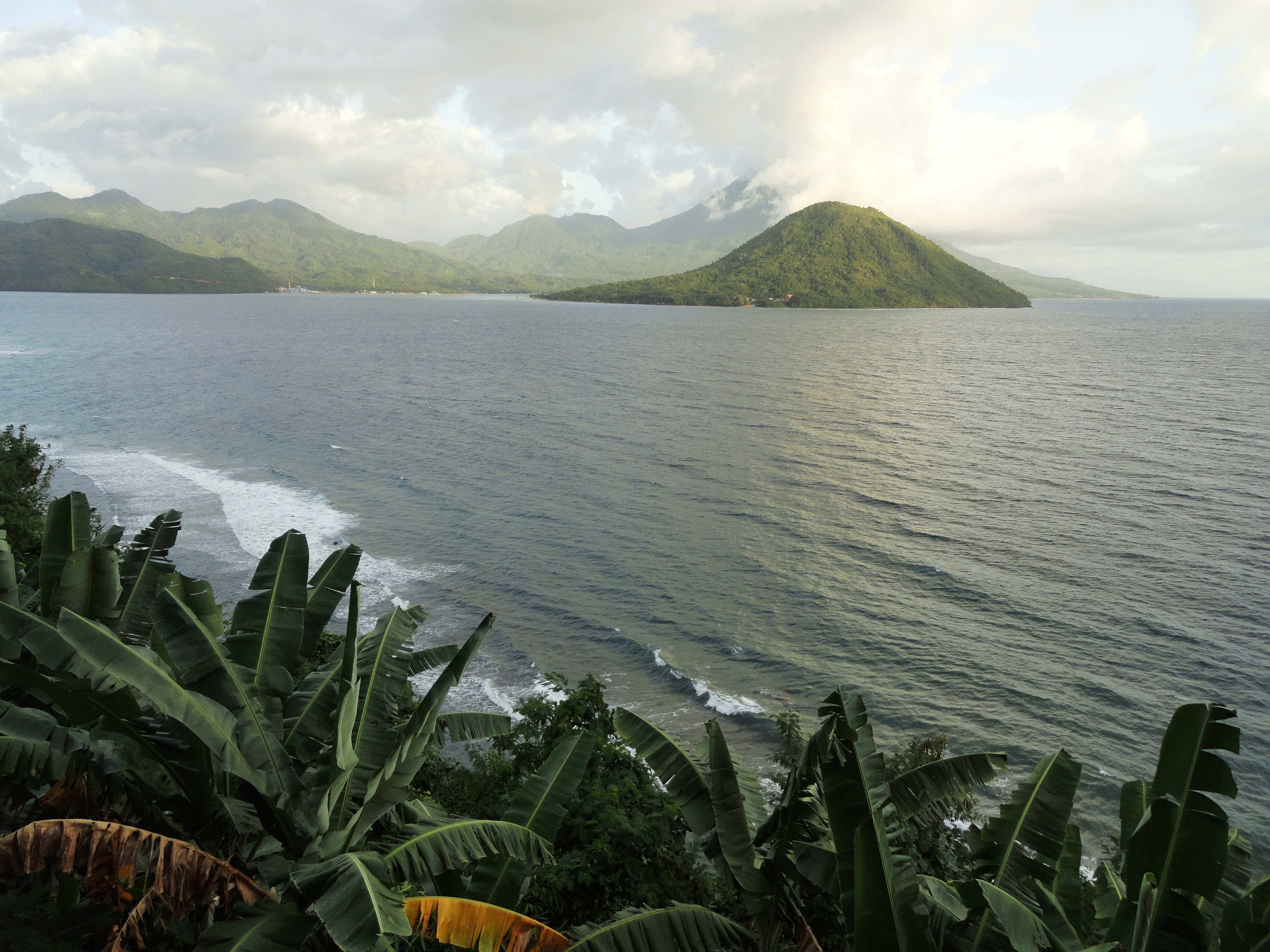
Вид на острова Маитара и Тидоре с побережья Тернате

27 сентября два корабля двинулись на поиски Островов Пряностей. По пути схватили наместника Пулаоана (на побережье Минданао), заставив его выдать для выкупа четыреста мешков риса, по двадцать свиней и коз, и сто пятьдесят кур. Сверх требований малайцы поставили кокосы, бананы, сахарный тростник и пальмовое вино: расставание прошло мирно. Вскоре европейцы атаковали встреченную джонку, вырезав семерых из восемнадцати членов экипажа, когда выпытывали направление на Острова Пряностей. Пигафетта упоминал об этом мельком, как о само собой разумеющемся событии. Один из пленников действительно смог указать курс на юго-восток. Пережив бурю 26 октября, на острове Кавите команда захватила двух малайских лоцманов, и двинулась курсом юго-юго-запад. Армаду преследовали несчастья: при разрыве аркебузы при стрельбе 2 ноября был убит матрос «Тринидада» Педро Санчес, а ещё через два дня на флагмане от разрыва порохового заряда погиб артиллерист Хуан Баутиста. Наконец, 6 ноября пленник-лоцман заявил, что показались Молуккские острова, в честь чего был дан артиллерийский салют. По подсчётам Пигафетты, для достижения цели экспедиции понадобилось «двадцать семь месяцев без двух дней».
8 ноября армада вошла в гавань Тидоре, вновь устроив салют. На следующий день на борт «Тринидада» прибыл местный правитель аль-Мансур, которого испанцы именовали в привычной форме «Альманзором». При общении с руководством (Мендесом, Эспиносой и Элькано), он сообщил, что сведущ в астрологии и картографии, имеет представление, где находится Испания. Вероятно, правитель был заинтересован в силе, которая позволила бы противостоять торговой экспансии как мусульман, так и португальцев. Торговый договор был заключён очень быстро, хотя уже стало ясным, что испанцы вторглись в зону португальской юрисдикции. 10 ноября Карвалью съехал на берег в сопровождении небольшого отряда, и впервые увидел, как производятся пряности. От Альманзора стало известно, что информатор и корреспондент Магеллана Франсишку Серран умер примерно за восемь месяцев до прибытия армады. Торговля началась уже 12 ноября (вероятно, была приведена в порядок оставшаяся от португальцев фактория) на очень выгодных условиях: за рулон красной ткани не лучшего качества давали четыре квинтала и шесть фунтов гвоздики, и такую же цену — за 15 топоров, 50 пар ножниц или 150 ножей. Часть этих товаров была снята с ограбленных по пути торговых джонок, а не только привезена из Испании. По контракту, каждый член экипажа имел долю в «квинталаде»: процент от добытых пряностей в натуральном исчислении. Наибольшая доля принадлежала капитан-генералу — 60 квинталов. Альманзор потребовал, чтобы европейцы освободили пленников-мусульман для отправки на родину, отдали ему и трёх женщин, удерживаемых Карвалью. Правитель щедро вознаградил офицеров, и сверх того, попросил уничтожить находившихся на борту свиней, скомпенсировав запасы козами и курами. 13 ноября прибыли проа с острова Тернате, флотилией которых командовал Педру Аффонсу ди Лороза, бывший подчинённый Серрана. Он сообщил, что на перехват испанских конкурентов португальской короной направлена каравелла и два проа, которые находились на Бакане. Также оказалось, что Молуккские острова уже десять лет как приняты в португальское подданство, но эта информация является секретной и всеми силами удерживалась от распространения в Европе. Вероятно, этим объяснялось и негативное отношение португальских властей к проекту Магеллана. Офицеры уговорили Лорозу присоединиться к команде «Тринидада». 25 ноября началась загрузка гвоздики в трюмы; общий груз должен был составить 791 катти.
Альманзор явно стремился использовать корабли с артиллерией для собственных захватнических планов, уверяя, что ещё больший груз пряностей ожидает на Бакане, откуда уже ушли португальцы. На их доставку и погрузку должно было уйти 30 дней, но офицеры соглашались ждать не больше пятнадцати. 9 декабря Лорозу пытались выманить с борта «Тринидада», но он отказался следовать за чиновником, направленным за ним с берега. 15 декабря на эскадру явился правитель Бакана, которого привезли на гигантском трёхкорпусном каноэ с 120 гребцами, действующими совершенно синхронно. Визит был приурочен к брачному договору между детьми правителей Бакана и Тидоре. Матросы закончили перетяжку такелажа, паруса были приведены в порядок, раскрашены крестами и оснащены девизом «Это знак нашей удачи». Правитель Бакана подарил армаде 80 бочек, наполненных свежей водой, и отправил сотню людей нарубить дров на обратный путь.

#### Судьба экипажа «Тринидада»

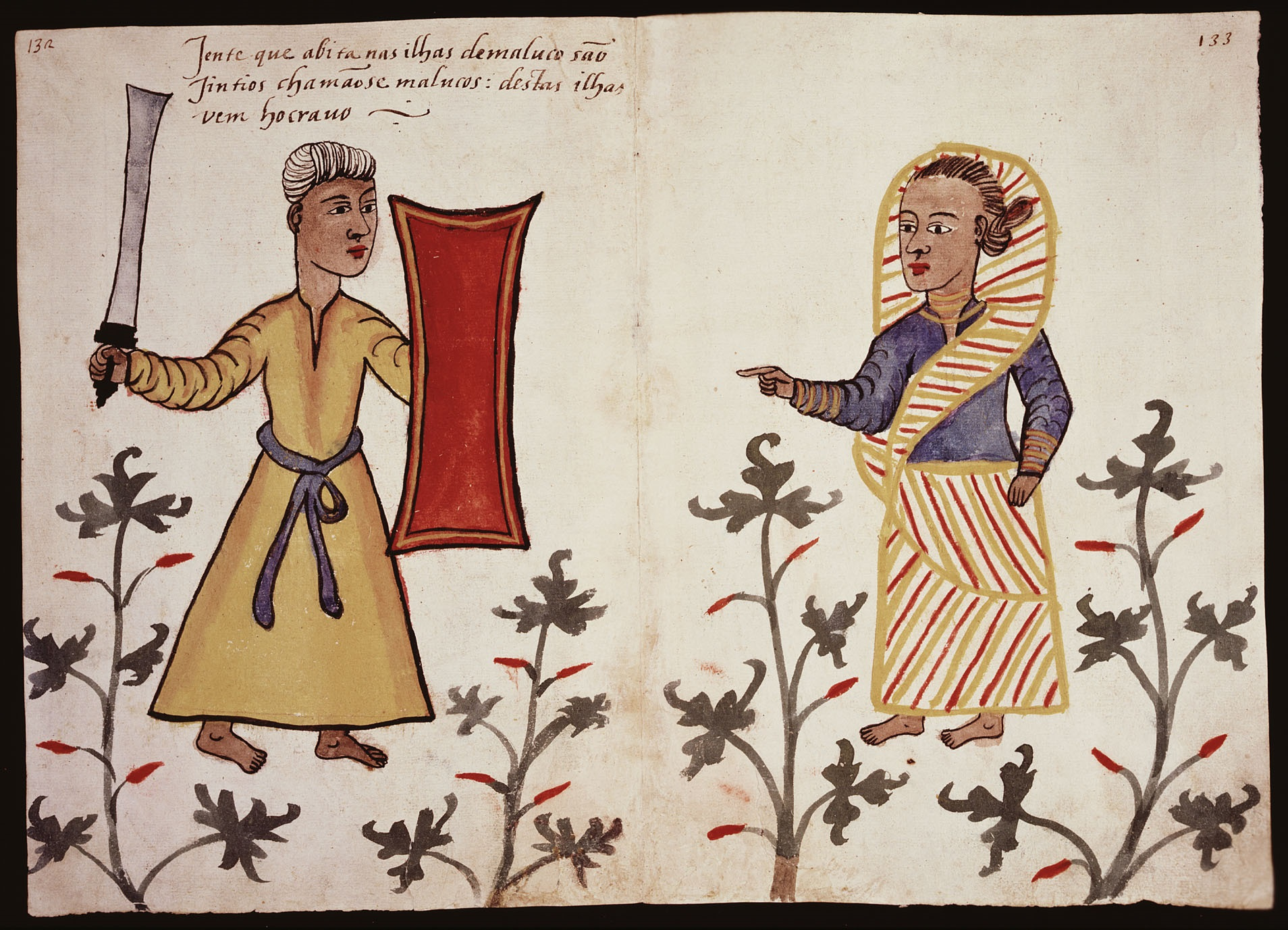
Жители Молуккских островов на изображении из рукописи Album di disegni, illustranti usi e costumi dei popoli d’Asia e d’Africa con brevi dichiarazioni in lingua portoghese. 1540-е годы, Рим, Biblioteca Casanatense

Отплытие сорвалось, так как сразу после снятия с якоря «Тринидад» стал набирать воду, что угрожало погубить груз пряностей. Люди с «Виктории» помогли разгрузить трюм и отчерпывали воду, однако на её борту не было места для всего груза и экипажа. Альманзор посетил флагман, спустился в трюм, но не сумел определить место течи, а затем прислал пятерых ныряльщиков, чтобы обследовать подводную часть. Пришлось срочно менять планы: «Виктория» должна была воспользоваться зимними пассатами, что позволило бы напрямую пройти в Испанию через зону португальских владений. «Тринидад» после ремонта должен был пройти через Тихий океан и попытаться достигнуть Дарьена, а далее перевезти груз на мулах и отправить на родину с попутным испанским судном. Альманзор обещал предоставить плотников и все необходимые материалы. Все эти хлопоты заняли пять дней. На «Тринидаде» осталось 53 человека, включая капитана Карвалью, штурмана де Мафра, альгвасила Эспиносу.
Только 6 апреля 1522 года «Тринидад» покинул гавань. Капитаном был избран Эспиноса, который распорядился загрузить полный трюм гвоздики — 1000 квинталов, — чего было достаточно, чтобы окупить всю экспедицию. Штурманом был Хуан Батиста Пунсороль, сменивший Карвалью, скончавшегося 14 февраля. На Тидоре осталось четверо испанцев в торговой фактории. Купцы-индийцы продолжали информировать, что португальская армада получила приказ пресечь кастильское присутствие на Молукках. Эспиноса проложил курс на Филиппинское море, на островах которого предстояло запастись провизией. Однако никто не мог знать режима ветров в Тихом океане, вдобавок, начался сезон муссонов. Через десять дней беспрерывных ливней и штормов судно добралось до Воровских островов. Там попросил высадить его тяжело больной Гонсало де Виго, а ещё трое матросов дезертировали. Добравшись до 42-й северной параллели, «Тринидад» столкнулся с непрерывными штормами, а команда была почти поголовно больна цингой. Двенадцать дней не было возможности развести огонь на камбузе и приготовить горячую пищу. Спустя семь месяцев измученная команда вернулась на Молукки. Там оказалось, что португальские каратели прибыли на Тидоре ещё 13 мая. Ими командовал Антониу ди Бриту, назначенный губернатором Островов Пряностей. Четверо испанцев в фактории были арестованы. Эспиноса принял ошибочное решение довериться ди Бриту, отправив ему письмо, и жалуясь на плачевное состояние команды.
Раскрыв своё пребывание на острове Бенаконору, Эспиноса стал жертвой португальцев, которые взяли корабль на абордаж. «Тринидад» с остатками его команды был приведён на Тернате, где Бриту изъял судовую документацию, вооружение и навигационные приборы. Были сняты снасти и паруса, и в результате в январе 1523 года судно затонуло со всем грузом, а затем было разбито штормами. Португальцам достался журнал штурмана Андреса де Сан-Мартина. Педру ди Лороза был обезглавлен как изменник, испанцев оставили на каторге, рассудив, что они умрут от тяжёлого тропического климата. Боцман и плотник были насильно взяты на португальскую службу — на строительство форта на Тернате, часть древесины для которого и артиллерия были извлечены с места крушения «Тринидада».

#### Возвращение «Виктории»

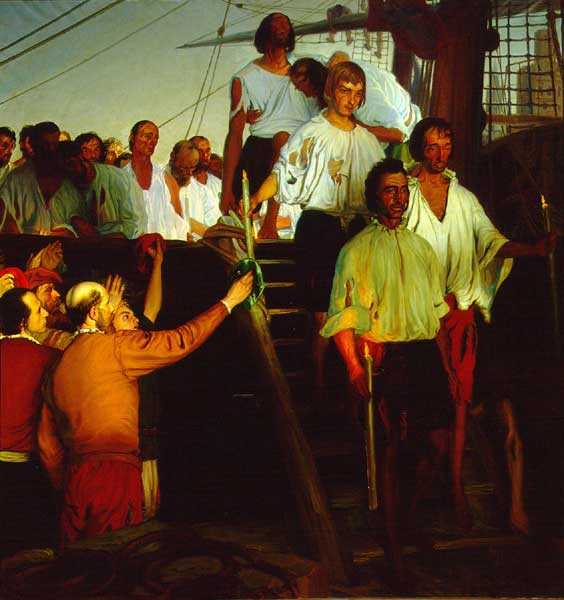
Возвращение Элькано и его спутников в Севилью. Картина Э. Саллаверрия, Морской музей (Мадрид)

Оставшаяся в одиночестве «Виктория» оказалась перегружена и слишком низко сидела в воде. Было решено извлечь из трюмов 60 квинталов гвоздики, переместив их на хранение в факторию, иначе негде было разместить провиант. Часть матросов и офицеров отказалась идти с Элькано и перевелась на «Тринидад». Пигафетта, напротив, решил присоединиться к команде «Виктории», которую усилили 16-ю индонезийцами; всего на борту оказалось 60 человек. 21 декабря 1521 года Альманзор ещё раз посетил судно и предоставил двух лоцманов, заранее оплатив их услуги. Остававшиеся на «Тринидаде» люди передали с Элькано послания на родину. Лишь 8 января 1522 года «Виктория» вошла в море Банда, сразу же попав в сильный шторм. Для ремонта пришлось высаживаться на остров Малуа, население которого было враждебным. Впрочем, в дальнейшем отношения наладились, вдобавок, аборигены выращивали чёрный перец. Плавание возобновилось 25 января, когда каракка прибыла на Тимор. Пигафетта безуспешно торговался из-за продовольствия, а ночью перед отправлением дезертировали два матроса — Мартин де Аямонте и Бартоломе де Салданья. Озлобленный Элькано взял заложников и получил за них в виде выкупа шесть буйволов и по дюжине коз и свиней. Наконец, в среду, 11 февраля, «Виктория» вышла в океан. Дальнейшее плавание до Южной Африки оказалось тяжёлым, так как господствовала холодная погода, а кроме риса, почти не было провизии, ибо мясо испортилось от недостатка соли. Часть команды стала требовать от капитана взять курс на принадлежащий португальской короне Мозамбик и сдаться в руки португальцев. Как выразился Пигафетта: «Однако другие, заботясь больше о своей чести, чем о жизни, решили плыть до Испании, хотя бы это стоило им жизни». 18 марта увидели остров, ныне именуемый Амстердам, но не смогли подойти к нему из-за непогоды.
Суши моряки «Виктории» достигли, вероятно, в районе Порт-Элизабет, однако не нашли ни аборигенов, ни дичи. В постоянно штормовую погоду 22 мая 1522 года команда обогнула Мыс Доброй Надежды (потеряв фок-мачту) и вошла в бухту Салданья, где уже стоял португальский корабль, следующий в Индию. 8 июня 1522 года «Виктория» в четвёртый раз пересекла экватор, к тому времени плавание длилось уже два месяца без пополнения запасов. В короткое время после этого от цинги умер двадцать один моряк, в том числе племянник Магеллана Мартин. Наконец, 9 июля 1522 года изношенный корабль с измождённым экипажем подошёл к острову Сантьягу в архипелаге Зелёного Мыса. В порту Рибейра-Гранди Элькано заявил, что команда следовала из Нового Света и разлучилась в бурю с остальными судами армады. Таким образом удалось пополнить запасы воды и привезти две лодки припасов. Элькано установил, что участники экспедиции «потеряли день»: на суше его уверяли, что датой является 10 июля, четверг. Это имело серьёзное религиозное значение, так как команда полностью нарушила цикл постов. Далее матрос-португалец Симон де Бургос проговорился на берегу, что они из команды Магеллана и что капитан-генерал мёртв. Начальство острова Сантьягу 15 июля попыталось захватить «Викторию», однако двадцать два человека, остававшиеся на борту (четверо индонезийцев и восемнадцать европейцев), успели поднять паруса и бежать. На суше осталось ещё 13 членов экипажа; оставшихся едва хватало, чтобы нести вахты и управляться с парусами. 28 июля миновали Тенерифе, но Элькано взял курс по ветру к Азорским островам, подойти к которым для пополнения припасов, впрочем, не удалось. 4 сентября прошли мыс Сан-Висенти. В субботу, 6 сентября 1522 года, «Виктория» добралась до Санлукара, имея на борту 18 человек из первоначального состава и пройдя, по подсчётам Пигафетты, «четырнадцать тысяч четыреста шестьдесят лиг». То есть за 1080 дней плавания «Виктория» прошла около 86 000 километров.

### Итоги экспедиции

Герб, пожалованный Хуану Себастьяну де Элькано

Поскольку команда была слишком измождена, для буксировки «Виктории» в Севилью по реке Элькано нанял барку. 10 сентября каракка была пришвартована и разгружена. На следующий день после прибытия (11 сентября) все люди «Виктории» отправились в собор на покаяние.
Ещё в Санлукаре Элькано отправил послание королю с кратким отчётом об экспедиции. Карл I, очевидно, с удовлетворением принял новости, о чём свидетельствует его письмо тёте Маргарите Австрийской. Там же сказано, что следует как можно скорее снарядить ещё одну экспедицию. 18 октября Элькано была дарована аудиенция в Вальядолиде, на которую он мог взять двух человек по своему выбору, павшему на штурмана Франсиско Альбо и цирюльника Бустаменте. Им были оплачены расходы на дорогу и парадную одежду. В тот же день они были допрошены градоначальником Вальядолида по тринадцати вопросам, касающихся мятежей в Сан-Хулиане и позднее, и коммерческих аспектов плавания. Сохранившийся протокол свидетельствует, что Элькано пытался максимально очернить Магеллана, в том числе при объяснении, почему не сошёлся баланс: при погрузке на Тидоре гвоздики было учтено 600 квинталов ровно. В конце концов король постановил присудить штурману-капитану дворянство, пенсион в 500 дукатов в год, и герб с изображением замка и символов различных пряностей (перекрещенные палочки корицы, бутоны гвоздики и три мускатных ореха), и земным шаром с девизом «Ты первый обогнул меня» (лат. Primus circumdedisti me). Отдельно был издан указ, полностью оправдывавший действия Элькано во время мятежа. Личные гербы получили цирюльник Бустаменте и боцман Мигель де Родас. Алвару да Мешкита, томившийся в тюрьме с 1521 года, был освобождён.
Подробные опросы Альбо, Бустаменте и Элькано проводил секретарь короля Максимилиан Трансильван. Вскоре и Антонио Пигафетта добился аудиенции, на которой вручил монарху рукопись собственной версии описания путешествия. Далее он посетил королевские дворы Португалии, Франции и резиденцию гроссмейстера Ордена госпитальеров, а также имел большой успех в Венецианском университете, где его чествовали 7 ноября 1523 года.
После 1523 года испанское правительство вело процесс возвращения выживших членов команд «Виктории» и «Тринидада», оказавшихся в португальском плену. Последних оказалось только четыре или пять человек. Гонсало Гомес де Эспиноса и Хинес де Мафра, отправленные на каторгу в Кочин, вернулись в Европу лишь в 1526 году. После пребывания в Лиссабонской тюрьме, в 1527 году они предстали перед севильским судом и были полностью оправданы. Мафра в 1542 году добрался до Филиппин во второй раз. Так и не удалось в точности определить долготы островов, посещённых экспедицией и принятых в испанское подданство. Две попытки повторить экспедицию по маршруту Магеллана в 1525 году окончились катастрофой (погиб пошедший на армаде Элькано, а вместе с ним 450 человек команды), как и снаряжение транстихоокеанской эскадры Эрнаном Кортесом в Мексике. В условиях огромных финансовых потерь, в 1529 году были возобновлены испано-португальские переговоры, завершившиеся Сарагосским договором. 350 000 дукатов (1 325 000 мараведи), взятые взаймы у Португалии под залог Молуккских островов, безвозвратно ушли для оплаты войны с Францией. Повторить кругосветное плавание на одном корабле удалось только Фрэнсису Дрейку в 1580 году.
Королевские чиновники, принимавшие груз «Виктории», отметили, что гвоздика была более высокого качества, нежели получаемая у португальских посредников. Было доставлено 524 квинтала этой пряности в 381 мешке на сумму 7 888 864 мараведи. Весь груз забрал Кристобаль де Аро, и далее переправил его своему брату Диего в Антверпен на реализацию. Судебные разбирательства по выплатам долгов тянулись очень долго, вплоть до 1537 года, когда, наконец, выяснилось, что чистая прибыль от путешествия составила 346 216 мараведи — меньше, чем бухгалтерские расходы. Вся прибыль, окупившая расходы на корабли экспедиции и их снаряжение, была получена от реализации груза пряностей.

## Память

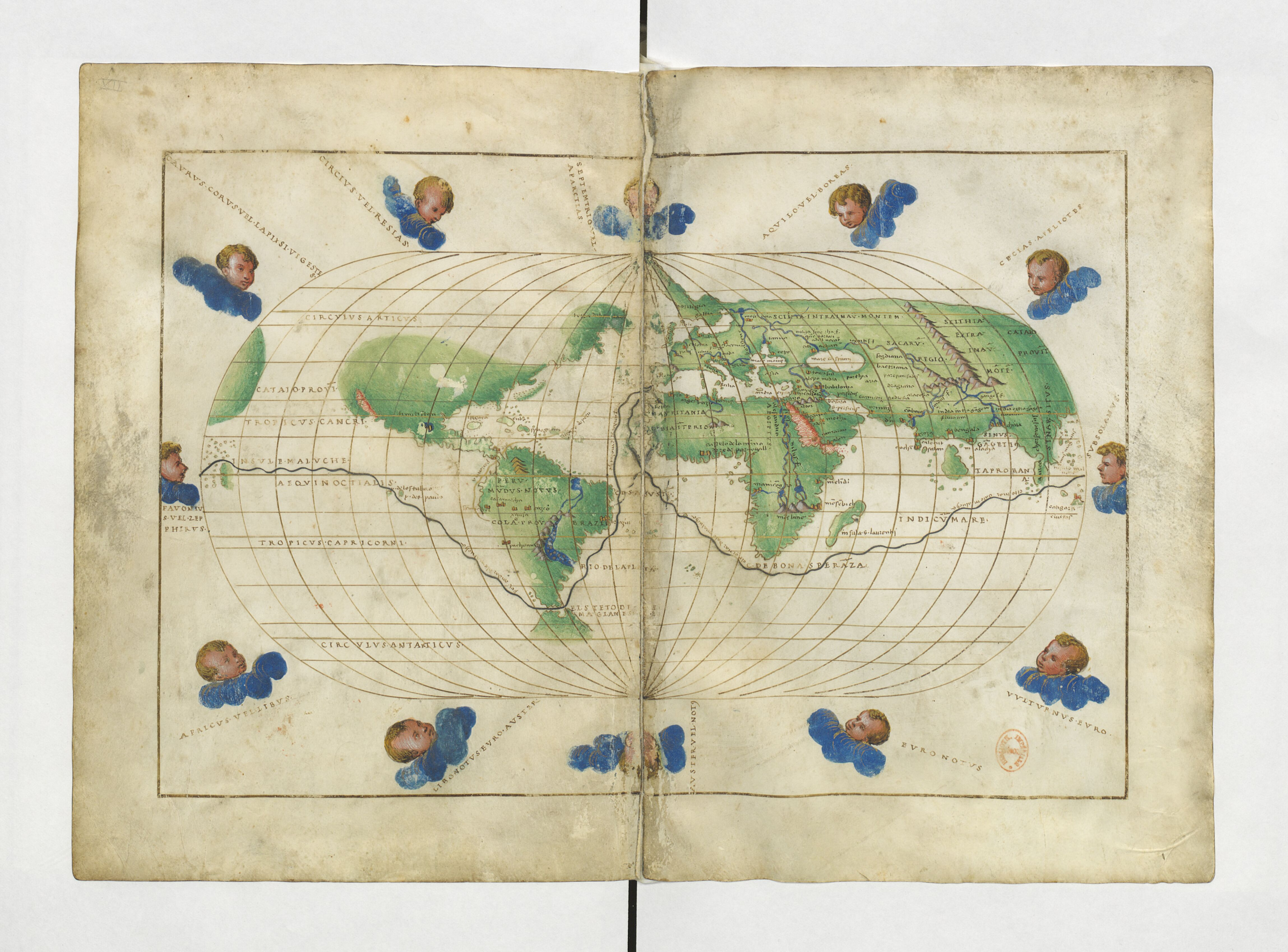
Путь Магеллана и Элькано на карте из атласа Баттиста Аньезе (Венеция, 1543 год)

### Первоисточники
Первое сообщение о завершившейся экспедиции к Островам Пряностей было оперативно опубликовано королевским секретарём Максимилианом Трансильваном, который непосредственно общался с моряками, прибывшими на «Виктории». В 1523 году его небольшой трактат «О Молуккских островах» вышел на латинском языке, и впоследствии неоднократно издавался и переводился на разные языки. Базовым источником, который демонстрирует события всего плавания, является трактат рыцаря Антонио Пигафетты, который также многократно издавался. Некоторые сведения содержатся в «Декадах о Новом Свете» Пьетро Мартире д’Ангьера, изданных в 1530 году. Надёжным источником считается «Описание Западных Индий» Антонио Эрреры-и-Тордесильяса, пространное издание которого вышло в 1615 году. Оно было основано на навигационном журнале старшего штурмана армады Андреса де Сан-Мартина, который не сохранился до наших дней. Исследователями XIX—XX веков были выявлены письма, отчёты, журналы и другие документы, которые были созданы как минимум одиннадцатью участниками экспедиции Магеллана — Элькано. В 1837 году был впервые полностью напечатан журнал штурмана «Виктории» Франсиско Альбо, и в 1933 году — краткий отчёт о путешествии Мартина де Аямонте. В 1937 году была опубликована так называемая «Лейденская рукопись», написанная, несомненно, португальцем, членом команды «Тринидада».
Организаторы экспедиции к Островам Пряностей не ставили научных задач. Единственным научным достижением, которое широко распространилось через трактат и послания Пьетро Мартире д’Ангьера, стало открытие «парадокса потерянного дня». Тем не менее, гуманисты XVI—XVII веков широко использовали опыт экспедиции Магеллана для иллюстрации правильности гипотезы о шарообразности Земли и нераздельности океанов, омывающих сушу. Экспедиция Магеллана и последующие за ней предприятия способствовали развитию «планетарного сознания» — ощущения всеединства мира, который может быть познан эмпирическим путём. Франсиско Лопес де Гомара при этом утверждал, что Земля — это совершенная сфера, ибо Бог не мог являться «плохим ремесленником», и более об этом не следует ничего говорить. Иезуит Хосе де Акоста полагал, что завершение «Викторией» пути вокруг Земли продемонстрировало, что «земля подчинена человеку и он в состоянии её измерить».

### Историография
Описание экспедиции к Островам Пряностей является составной частью любой биографии Фернана Магеллана. С 1837 по 1990-е годы на испанском, португальском, английском, немецком и иных языках было выпущено несколько десятков книг на эту тему, многие из которых приобрели статус стандартных для национальных историографий. На английском языке почти на сто лет статус базовой получила «Жизнь Фердинанда Магеллана и его первое плавание вокруг света» географа Фрэнсиса Генри Хилла Гиймара (1852—1933). Она была основана на всех известных к тому времени первоисточниках, включая также переводы важнейших документов. Во франкоязычной историографии долгое время стандартной была монография 1911 года Magellan: La Question des Moluques et la premiere circumnavigation du globe бельгийского историка Яна Баптиста Денусе. В Португалии в 1930—1940-е годы вышли два фундаментальных исследования, написанных виконтом ди Лагоа и Кейрушем Велозу. Испанская историография, введя в оборот огромное число первоисточников, так и не создала полноценной биографии Магеллана и исследования его путешествия. Восточногерманский капитан дальнего плавания и писатель научно-популярного жанра Пауль Вернер Ланге в 1983 году выпустил собственную версию описания путешествия Магеллана, основанную на вновь обнаруженной рукописи Пигафетты, которую автор перевёл на немецкий язык. Книга Ланге издавалась на русском языке.
В XXI веке были предприняты попытки ревизовать место Магеллана в истории географических открытий. Так, Питер Диксон в статье, озаглавленной «Магелланов миф», утверждал, основываясь на карте из Сент-Дье, опубликованной в 1507 году, что существование пролива в Тихий океан и самого этого океана было хорошо известно и де Бальбоа, и самому Магеллану. Впрочем, эта точка зрения не вызвала резонанса в научном сообществе. Последовательно разоблачительную позицию занял профессор Университета Нотр-Дам Фелипе Фернандес-Арместо в книге «Проливы: По ту сторону магеллановского мифа». Монография построена на всех существующих исторических источниках, а экспедиция Магеллана вписана в контекст средневековой культуры и восприятия мира. Автор анализирует большое количество конфликтов вокруг снаряжения экспедиции и внутри команды во время её проведения. Фернандес-Арместо утверждает, что поход был полностью провальным и чудо, «что хоть кто-то вернулся домой живым». Проект был построен на сильно заниженной оценке размеров земного шара, и в данном контексте именно космографы определяли усилия дипломатов, а не наоборот. Только Андресу де Урданете спустя четыре десятка лет удалось отыскать обратный путь от Филиппин к Америке: «Возможно, что все монументы и прочие знаки преклонения должны были достаться не Магеллану, а Урданете, но в истории так не бывает».

### Культурная память

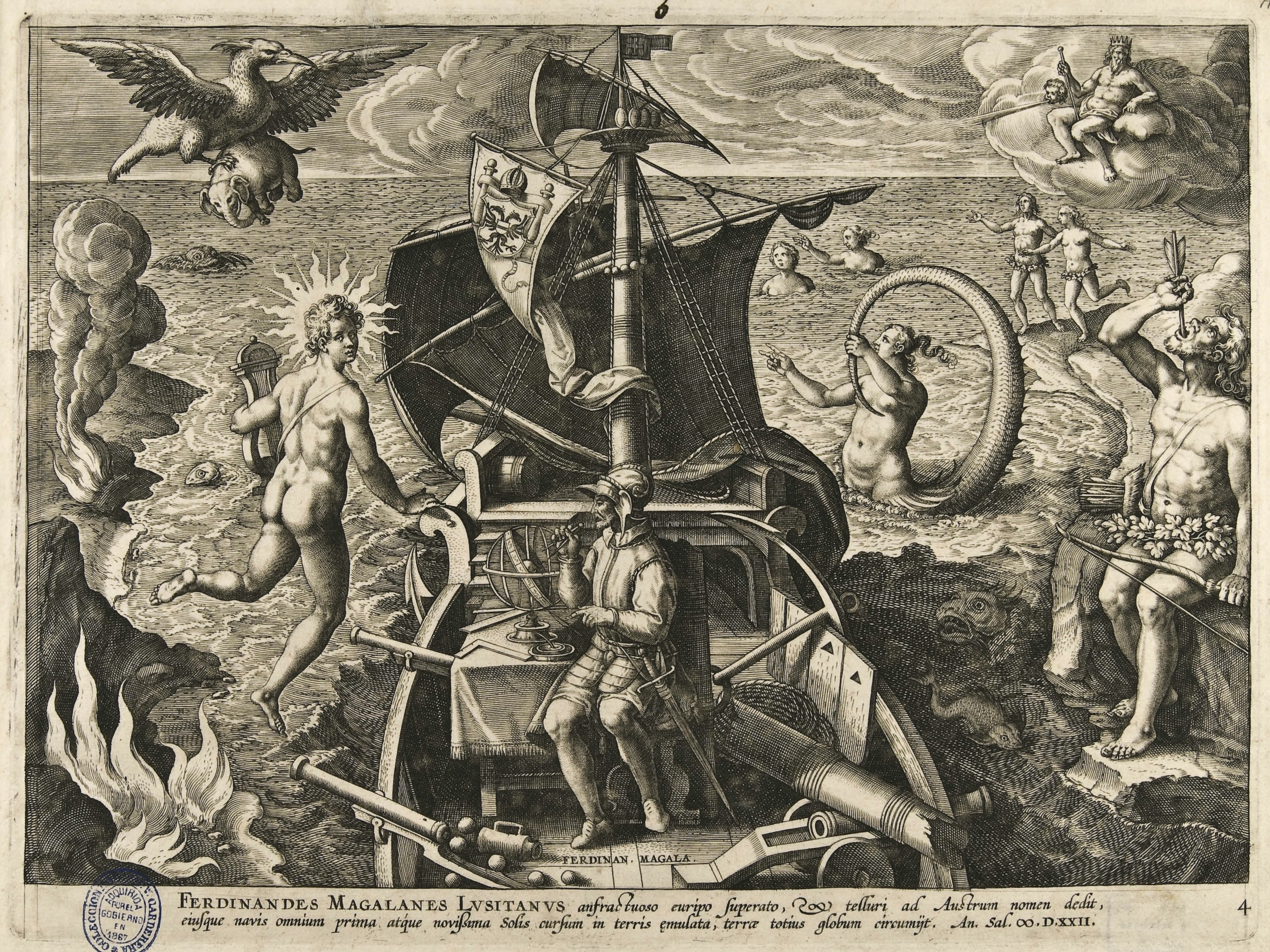
Аллегорическое изображение Магеллана 1592 года. Гравюра Страдануса

По мнению Ф. Фернандеса-Арместо, формирование и закрепление в общественном сознании Западной Европы мифа о подвиге Магеллана началось во второй половине XVI века, особенно после напечатания Рамузио отчёта Пигафетты (1550 год) и выхода в свет труда Антонио де Эррера-и-Тордесильяса, провозгласившего экспедицию «самым замечательным событием, которое человек когда-либо видел от сотворения мира». Гравюры Страдануса, издаваемые мастерской де Бри массовыми тиражами, закрепили образ Магеллана как рыцаря, ассоциируемого с упорядочением хаоса, ибо на известной гравюре он изображён с русалкой и армиллярной сферой. Традиция аллегорических изображений Магеллана не прерывалась весь XVII век, его символические портреты помещались как в описаниях путешествий, так и атласах мира, печатаемых в Нидерландах и Франции.
Широкое использование имени Магеллана в научной сфере восходит, по-видимому, к пропагандистским усилиям португало-французского философа-естествоиспытателя Жана-Гиацинта де Магеллана. Именно он в 1786 году убедил Франклина назвать именем Фернана Магеллана премию Американского философского общества, вручаемую за достижения в области навигации, астрономии и естественных наук вообще.
Мемориальная доска с именами восемнадцати вернувшихся на «Виктории» установлена на центральной площади Санлукар-де-Баррамеда. Напротив, после обретения Филиппинами независимости, национальным героем сделался Лапу-Лапу, «бросивший вызов испанским колонизаторам», именем которого назван город, и которому посвящены различные памятники.
В 1938 году австрийский писатель Стефан Цвейг посвятил путешественнику биографический роман под названием «Подвиг Магеллана». Я. М. Свет отмечал, что Цвейг подошёл к истории своего персонажа как идеалист и романтик, приписывая западной морской экспансии XV—XVI веков «абстрактно-героический характер», утверждая, что «беспредельная экспансия» Португалии и Испании — разновидность донкихотства. Писатель идеализировал своего героя, противопоставляя «гуманного и дальновидного» Магеллана «Кортесу и Писарро… варварски истреблявшим и порабощавшим туземное население с единственной мыслью как можно скорее разграбить покорённую страну». Рецензент «Географического журнала» рассматривал книгу Цвейга как научно-популярное исследование, отмечая, что писатель не претендовал на оригинальность, стремясь отыскать за сухими строками источников внутреннее, человеческое содержание. Однако Цвейг порицался из-за веры, что Пигафетта общался с аборигенными информаторами, полагая, что рыцарь-госпитальер, канва отчёта которого задавала ритм повествования, всецело находился в русле представлений средневековых космографов. Обозреватель Питер Коллевейн, однако, отмечал, что книга «восхитительно написана» и основана на солидной базе первоисточников. Стефану Цвейгу удалось показать, как «самое любопытное из земных существ» — человек, сумел вырваться из средневековой традиции, и заглянуть за край земли, одновременно представив «практически безукоризненную биографию». Высказывалось также мнение, что «„уроженец фрейдовской Вены“ Цвейг использовал „психологическое ви́дение“, когда традиционные методы исследования были исчерпаны».
Американский фантаст Роберт Силверберг в 1999 году опубликовал рассказ «Знакомясь с драконом» (Getting to Know the Dragon), входящим в альтернативно-исторический цикл «Вечный Рим». По сюжету, первое кругосветное плавание возглавил римский император Траян VII. Событийная канва путешествия повторяет плавание Магеллана и рассказ Пигафетты. Акт каннибализма европейцев на Гуаме подан как действительное событие. Однако целью императора были не только Острова Пряностей, но и Китай, откуда римляне вывезли секреты изготовления пороха и фарфора, а также книгопечатания, что открыло на Западе эпоху Возрождения. Возвращение армады в Севилью датировано 9 января 2282 года по римской эре, то есть 1529 года нашей эры.
Истории первого кругосветного путешествия посвящён мини-сериал, премьера которого на Amazon состоялась 10 июня 2022 года.
В 2021 году планировалось провести мемориальную парусную гонку The Tall Ships Races Magellan-Elcano 500 Series 2021 из Фалмута через Лиссабон в Кадис, но из-за эпидемиологической обстановки в Европе она была отменена. Плавание в итоге совершил только учебный парусник испанского ВМФ Juan Sebastián de Elcano, при этом его команда старалась заходить в порты в те же даты, что и участники первого кругосветного плавания.

## Комментарии
1. 1 2  Не существует прямых свидетельств, что название «Огненная Земля» было дано острову самим Магелланом или его спутниками, или испанским королём Карлом I. На картах это название появилось только в середине XVI века[1][2].
2. ↑  Исследователь Ф. Фернандес-Арместо именовал данное требование Магеллана и Фалейру «загадочным», ибо, по представлениям путешественников XVI века (в том числе Пириша и Вартемы) Молуккских островов было всего пять. Косвенно это могло свидетельствовать об иных планах Магеллана, так или иначе основанных на информации, почерпнутой им в Малакке, где имелась и община выходцев с Филиппин[29].
3. ↑  Также есть версия, что одна тонна магеллановых кораблей соответствует 2,43 современной регистровой тонны[36], или 1,5 регистровым тоннам[37].
4. ↑  Севильский квинтал равнялся четырём арробам, то есть 220 имперским фунтам[48].
5. ↑  Судовая аптека была куплена у некоего Йохана Фернала 19 июля 1519 года. Она хранилась на борту «Консепсьона», на борту которого шёл цирюльник и лекарь Эрнандо Бустаманте. В его обязанности входило зубоврачебное дело, хирургические операции, простановка клистиров, и тому подобное. В аптечке имелись не только средства растительного (скипидар, ромашка, фенхель, чертополох и цикорий) и животного происхождения, но и ртуть, применяемая для лечения сифилиса[52].
6. ↑  Ни один из существующих списков не может считаться надёжным, так как некоторые имена, упоминаемые в отчётах об экспедиции, отсутствуют в списках, и наоборот. Некоторые указанные в судовых ролях люди так и не поднялись на борт, из-за замен в последний момент (по болезни, или дезертирства)[59].
7. ↑  Оба немца были канонирами. Первый — Хорхе Алеман — умер в пути. Второй — Ганс Алеман — служил на «Тринидаде», и попал в португальский плен. Перевезённый в Европу, он скончался в лиссабонской тюрьме, став первым немцем, совершившим кругосветный вояж[64].
8. ↑  Некоторые авторы утверждали, что Магеллана предупреждали о карательной экспедиции португальского короля Мануэла, или что его тесть Барбоза сообщал о заговоре во главе с Хуаном де Картахеной[74][76].
9. ↑  Антонио Пигафетта описывал это так. Магеллан «…предписал…, чтобы корабли не отделялись друг от друга во время бурь и в ночную пору. Он должен был всё время идти впереди других кораблей в ночное время, они же следовать за ним, причём на его корабле будет гореть большой смоляной факел, называемый „фаролем“. Этот фароль будет находиться на корме его корабля и служить для других кораблей знаком, чтобы они следовали за ним. <…> Другие корабли должны давать ответные сигналы таким образом, чтобы он мог всегда
знать, двигаются ли все корабли вместе». Далее рассматривались конкретные сигналы для действий с парусами, перемены курса или скорости движения[79].
10. ↑  В интерпретации Ф. Фернандеса-Арместо, команда Магеллана встретилась с одним из кочевых племён тупи, которые сравнительно незадолго до того завоевали окрестности Гуанабары. Они действительно практиковали полигамию, «своячество» (включение чужеземцев в свою общину через брак) и каннибализм[86]
11. ↑  Судьба юнги Антонио Хиновеса противоречиво описывалась в источниках, по одной из версий, он стал изгоем, и бросился в море, по другой — был выброшен другими участниками команды. Это произошло во время стоянки в бухте Сан-Хулиан 27 апреля 1520 года. Согласно показаниям вернувшихся участников команды, обезображенное тело всплыло 20 мая того же года[89].
12. ↑  Сан-Мартин замерял углы между Юпитером и Луной, находившимися в соединении, и пришёл к выводу, что наблюдатели находятся в 23° 45’ западнее Севильи, что сам же признал негодным результатом. В действительности ошибка превышала 14°[90].
13. ↑  По другой версии, в богослужении участвовал только Луис де Мендоса, который объявил, что остальные капитаны нездоровы, и далее отверг приглашение на трапезу, а Мешкита прибыл позднее[97].
14. ↑  По свидетельству Элькано, капитан-генерал выдал Эспиносе двенадцать дукатов, а всем участникам абордажа по шесть дукатов из денег, конфискованных у Мендосы и Кесады[99].
15. ↑  Фрэнсис Дрейк, совершая собственное кругосветное путешествие, в июле 1578 года побывал в бухте Сан-Хулиан. Воздвигнутая Магелланом виселица ещё стояла, под ней были человеческие кости[100].
16. ↑  Писатель Лоренс Бергрин, комментируя данное утверждение Пигафетты, счёл, что итальянец визуально перепутал карту Бехайма и творение другого нюрнбергского географа Иоганна Шёнера, которые для неспециалиста очень похожи. На глобусе Шёнера изображён пролив, пересекающий Американский континент примерно в районе Панамского перешейка, а не Патагонии. Однако никаких свидетельств, что именно с этой картой был знаком Магеллан, нет. Даже если он использовал подобные изображения, чтобы убедить в своей правоте королевский совет, карта была бесполезна для огибания Южной Америки[119].
17. ↑  По оценке Ф. Фернандеса-Арместо, это был «рискованный, но рациональный шаг». Мятежники имели все шансы оправдаться, привезя новости об открытии пролива вокруг Америки, не подвергая себя риску и лишениям последующего пути[125].
18. ↑  По-видимому, в честь праздника обращения апостола Павла, который отмечался 25 января[135].
19. ↑  Пигафетта подозревал, что армада миновала крупные острова, но в их число включал даже Чипангу Марко Поло, тождество которого с Японией было в 1520-е годы неочевидным. Кроме того, Пигафетта писал, что Магеллан миновал остров «Сумдит-Прадит»[136], который более не упоминался ни в одном европейском источнике. Географ Джордж Эмра Нанн предположил, что это свидетельство смутного знакомства Антонио Пигафетты или его информатора с малайскими картами Южных Морей[137].
20. ↑  В это время (6 мая 1521 года) в Севилью пришёл мятежный «Сан-Антонио», который пересёк Атлантический океан, сделав заход в Гвинею за водой. Поход для его экипажа (55 человек, включая арестованного капитана Мешкиту) длился 20 месяцев[168]. Последовавшее длительное расследование привело руководство Каса-де-Контратасьон и лично короля Карла к выводу, что флот Магеллана погиб в полном составе[169].
21. ↑  После смерти Сан-Мартина в составе экспедиции по-видимому не осталось участников, уверенно владевших искусством определения долготы. Штурман Франсиско Альбо попытался определить долготу при плавании у берегов Борнео. Он записал положение Брунея как 201° 05’ к западу от демаркационной линии Тордесильясского договора, но вероятно имел в виду долготу к западу от меридиана Севильи. Учитывая, что Бруней находится сильно западнее Молуккских островов, все эти измерения скорее всего интерпретировались в пользу расположения главной цели путешествия внутри испанской половины земного шара. В любом случае ни один моряк в то время не доверял слишком сильно походным оценкам долготы[178].
22. ↑  Ф. Фернандес-Арместо отмечал, что эта карта начерчена по образцам портуланов («напоминая карты-схемы метрополитена», предназначенные лишь для удобных пересадок между станциями), маршрут крайне условен, хотя и помечен географическими названиями, данными Магелланом. Молуккские острова показаны по испанской стороне антимеридиана, а размер Тихого океана сильно преуменьшен[210]